# Charles Aznavour
« Aznavour » redirige ici. Pour les autres significations, voir Aznavour (homonymie).
Charles Aznavour (en arménien : Շառլ Ազնավուր), né Shahnourh Varinag Aznavourián (en arménien : Շահնուր Վաղինակ Ազնավուրյան) le 22 mai 1924 à Paris et mort le 1er octobre 2018 à Mouriès (Bouches-du-Rhône), est un auteur-compositeur-interprète, acteur et écrivain franco-arménien.
Au cours de sa carrière musicale, commencée dans les années 1940, il a enregistré près de mille trois cents chansons interprétées en plusieurs langues : en français, anglais, italien, espagnol, allemand, arménien, napolitain, russe et sur la fin de sa carrière en kabyle. Il a écrit ou coécrit plus de mille chansons, que ce soit pour lui-même ou d'autres artistes.
Il est l'un des chanteurs français les plus connus en dehors du monde francophone, décrit comme « la divinité de la pop française » par le critique musical américain Stephen Holden.
En parallèle de son parcours musical, Charles Aznavour mène une carrière d'acteur, apparaissant dans soixante-trois longs métrages ainsi que dans des téléfilms.
Contrairement à certaines informations relayées par les médias, Charles Aznavour a eu cinq enfants et non six : Seda, Patrick, Katia, Mischa et Nicolas.
Sans renier sa culture française, il représente l'Arménie dans plusieurs instances diplomatiques internationales à partir de 1995 et obtient la nationalité arménienne en 2008.

## Biographie

### Origines familiales et enfance
Charles Aznavourian, naît dans un hôpital de l'assistance publique, la clinique Tarnier, au 89 rue d'Assas dans le 6e arrondissement de Paris, au sein d'une famille modeste d’artistes habitant rue Monsieur-le-Prince. Robert Belleret, dans son ouvrage Vie et légendes de Charles Aznavour, qualifie les mémoires d'Aznavour (Le Temps des avants 2003) d'autobiographie en partie romancée et prétend qu'ils laissent beaucoup de doute sur l'ascendance familiale d'Aznavour et l'origine modeste de ses parents.
Son père, Mamigon (surnommé Micha) Aznavourian, Arménien né le 26 mai 1897 à Akhaltsikhé sur le territoire actuel de la Géorgie (où Charles donne un concert en 2012), est le fils d’un des cuisiniers du gouverneur d'Arménie (Géorgie et Arménie étant alors provinces de l'Empire russe). Sa mère, Knar Baghdassarian, est issue d’une famille de commerçants arméniens d'Adapazarı (région de Marmara), dans l'Ouest de l'Empire ottoman. Ils se rencontrent à Constantinople où Micha se produit alors, tandis que Knar écrit des articles dans la rubrique « spectacle » d'un journal arménien. Il a 24 ans et elle est âgée de 19 ans.
Deux enfants naissent de cette union : une fille, Aïda, née le 13 janvier 1923 à Salonique, où ses parents se sont réfugiés un temps,, elle deviendra l'épouse du compositeur Georges Garvarentz, principal collaborateur de Charles, qui naît un an plus tard, en 1924 à Paris, où ses parents apatrides viennent de débarquer et séjournent dans l’attente d’un visa pour les États-Unis.
Ne parvenant pas à écrire correctement le prénom Shahnourh ou Chahnour, de surcroît non reconnu par la loi française sur l'état civil de l'époque, la sage-femme de la clinique, où il naît sur la rive gauche, tenue par une congrégation religieuse, déclare le bébé à l'état civil sous le prénom de Charles.
La famille reste finalement dans l'Hexagone.
Micha Aznavourian, ancien baryton, travaille dans le petit restaurant arménien de son père, Le Caucase, dans le 5e arrondissement de Paris, 3, rue Champollion.
Quelques années plus tard, Micha ouvre son propre restaurant, rue de la Huchette. Il le nommera aussi Le Caucase. Il y chante pour les exilés d'Europe centrale et d'Europe de l'Est. Avec sa femme comédienne, ils élèvent Charles et Aïda, qui joue du piano, dans une atmosphère de musique et de théâtre, au milieu des nombreux artistes qui fréquentent le restaurant.

### Adolescence

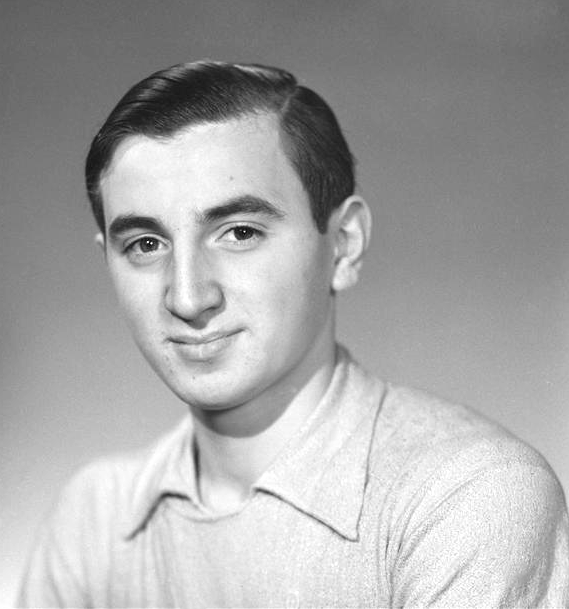
Charles Aznavour en 1941 (Studio Harcourt).

L'établissement ayant fait faillite, Micha ouvre un café rue du Cardinal-Lemoine, juste en face de l'École des enfants du spectacle (le collège Rognoni), école réputée pour ses classes à horaires aménagés. Le petit Charles y est inscrit, ayant manifesté la volonté d'être acteur. La famille va très souvent au cinéma, et le dimanche matin est consacré au cinéma russe, qu'ils vont voir à Pigalle. Pour l’arménien, ils ont le théâtre arménien qui tourne en France.
À l'âge de 9 ans, Charles prend pour nom de scène Aznavour et commence au théâtre du Petit-Monde,,, une carrière de chanteur et de comédien. Vers 12 ou 13 ans, il est engagé par Henri Varna et Émile Audiffred au Casino de Paris et l'Alcazar de Paris. Il voit à de nombreuses reprises Maurice Chevalier et, plus tard, voue une grande admiration à Charles Trenet qui devient son modèle ; à ce sujet, il déclare : « Parce qu’il a fait ce que les autres n’ont pas fait, chanter des chansons gaies, mais avec du fond. Il a montré qu’on pouvait aller au-delà de la chansonnette facile. » En octobre 1941, sous l'Occupation, il entre dans la compagnie théâtrale de Jean Dasté, avec laquelle il arpente pendant un an et demi toute la zone occupée, au nord de la ligne de démarcation.
Durant la Seconde Guerre mondiale, les Aznavour, parents et enfants, ont caché des Juifs et des Arméniens dans leur appartement parisien, dont le couple de résistants communistes Mélinée et Missak Manouchian, ce qui lui vaudra de recevoir en 2017 une décoration israélienne, la médaille Raoul Wallenberg (en).

### Débuts
En 1941, à l'âge de 17 ans, il rencontre Pierre Roche, pianiste, compositeur et « directeur » de l'École du Music-Hall (devenue par la suite le Club de la Chanson), avec lequel il se lie d'amitié. Ensemble, ils forment le duo Roche et Aznavour qui se produit dans différents galas.
En 1946, Francis Blanche leur propose une participation à une émission en public de la RTF qu'il anime. C'est à cette occasion qu'a lieu la rencontre déterminante d'Aznavour avec la chanteuse Édith Piaf, qui le prend sous son aile et à ses côtés, et le surnomme « le génie con ». Elle le convainc avec son acolyte de l'accompagner, avec les Compagnons de la chanson, dans une tournée en France et aux États-Unis en 1947-1948. Arrivés à New York en septembre 1948 sans visa réglementaire d'entrée, ils sont retenus par le service de l'immigration et passent trois jours dans la prison d'Ellis Island, avant d'être relâchés, grâce à une caution payée par Piaf.
La « conquête » de l'Amérique par les deux acolytes s'effectue toutefois au Québec en 1948, où le duo se produit, pendant un an et demi. Ils se retrouvent au cabaret montréalais Au Faisan Doré pendant quarante semaines, où ils donnent onze concerts hebdomadaires.
Entre 1948 et 1950, le producteur Jacques Canetti, alors directeur artistique des disques Polydor, fait paraître leurs six premiers 78 tours, contenant notamment les titres J'ai bu (1948), Départ express (1948) et Le Feutre taupé (1948).
Roche choisit de vivre au Canada avec Aglaé, une jeune chanteuse, dont il est tombé amoureux. Ne voyant pas le succès venir, Aznavour songe à rester à Montréal, mais Piaf l'en dissuade et elle l'encourage à poursuivre une carrière solo. Pour l'aider, Piaf l'incorpore dans sa tournée d'été comme régisseur et chanteur en première partie. Charles vit ainsi intimement dans l'ombre de Piaf pendant huit ans, étant son homme à tout faire et son secrétaire, chauffeur et confident.
Peu de temps après la création de l'État d'Israël, en 1949, il chante dans les cabarets de Tel-Aviv. Il y retournera en 2013, 2014 et 2017.
Sentant le jeune chanteur complexé par son grand nez, Édith Piaf le convainc, à la fin de l'année 1950, de subir une rhinoplastie à New York.

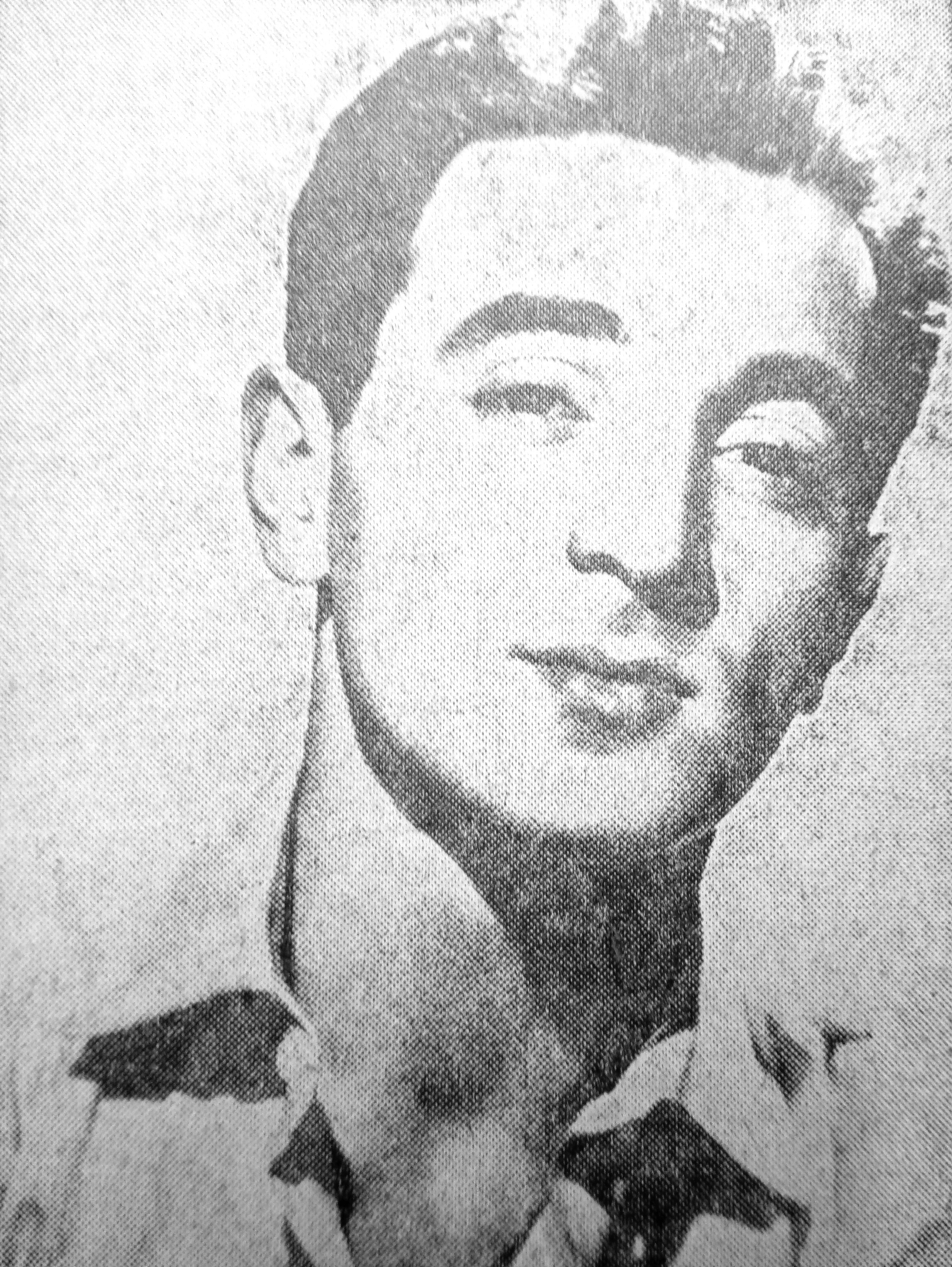
Charles Aznavour en 1956.

Entre 1950 et 1955, Aznavour écrit plusieurs chansons que Gilbert Bécaud met en musique et interprète. Au début des années 1950, la notoriété arrivant, viennent aussi les premières critiques. Les journalistes pointent du doigt sa voix nasillarde, son manque de puissance vocale. Son physique irrite, sa gestuelle dérange, la presse le qualifiant de « petit homme, petit chanteur ». Sa curieuse voix brisée en raison d'une corde vocale paralysée est baptisée avec dérision « la laryngite ». Après une soirée qui se termine en « bide », Aznavour écrit, lucide : 

« Quels sont mes handicaps ? Ma voix, ma taille, mes gestes, mon manque de culture et d'instruction, ma franchise, mon manque de personnalité. Ma voix ? Impossible de la changer. Les professeurs que j'ai consultés sont catégoriques : ils m'ont déconseillé de chanter. Je chanterai pourtant, quitte à m'en déchirer la glotte. D'une petite dixième, je peux obtenir une étendue de près de trois octaves. Je peux avoir les possibilités d'un chanteur classique, malgré le brouillard qui voile mon timbre […]. »

En 1952, Charles Aznavour postule même pour remplacer Marc Herrand qui a quitté les Compagnons de la chanson, mais en vain. Cependant, il reste en très bons termes avec eux, et sera parrain de la fille de Fred Mella, Laurence, qui naîtra quelques années plus tard. En 1955, il apparaît pour la première fois à la télévision française dans l'émission Télé-Paris à Cannes, où il chante Le Palais de nos chimères. Il est interviewé le 1er septembre 1955 dans l’émission Réponse à l’œil durant laquelle il interprète la chanson Ça.

### Premiers succès, censures et consécration
L'ensemble de cette section a pour source l'ouvrage de Bellaïche, sauf mentions contraires.
C'est en 1953, au cours d'une tournée au Maroc, que Charles Aznavour connaît le succès sur scène, pour la première fois.
Contrairement à l'accueil indifférent ou parfois franchement hostile qu'il connaît à chacune de ses prestations en France, au Jardin d'Hiver de Casablanca, le public lui fait un triomphe. Le spectacle Les Trois Notes (avec également à l'affiche, Florence Véran — compositrice de Je hais les dimanches — et Richard Marsan — alors imitateur et futur directeur artistique de Léo Ferré), tourne également dans plusieurs villes marocaines… (cette tournée de trois mois en Afrique du Nord, le conduit également en Algérie et en Tunisie). Au casino de Marrakech, Aznavour est remarqué par le directeur du Moulin-Rouge Jean Baudet (alors en vacances), qui l'engage. L'année suivante, le chanteur se produit durant trois mois dans le cabaret parisien. En 1955, du 1er au 21 juin, il est à l'affiche de l'Olympia, en première partie de Sidney Bechet. Pour son tour de chant, à la demande de Bruno Coquatrix, il écrit une nouvelle chanson, qui sera son premier véritable succès en disque, Sur ma vie. Malgré les critiques, qui médisent aussi bien sur sa voix que sur son physique, il est encore sur la scène de l'Olympia, cette fois en première partie (avec Gloria Lasso et Annie Fratellini), du duo comique Roger Pierre et Jean-Marc Thibault, du 29 décembre 1955 au 17 janvier 1956.
1955 et 1956, sont deux années également riches en succès discographiques : À t'regarder, Vivre avec toi, Parce que, […], Après l'amour. Cette chanson est dans un premier temps couplée sur un même disque avec Sur ma vie, avant de réapparaître en titre vedette sur un super 45 tours nommé Interdit aux moins de 16 ans. Les critiques et la censure se déchaînent, d'autant que le disque contient une autre chanson jugée sulfureuse Je veux te dire adieu. Coécrite avec Gilbert Bécaud, les deux artistes enregistrent chacun leur propre version qui diffère quelque peu : là où Bécaud chante « Et tu mords dans sa vie pour tisser ma souffrance », Aznavour n'hésite pas et par sa voix le vers devient « Et tu mords dans sa vie pour tisser ta jouissance », y gagnant son surnom de « crucifié du traversin ». Malgré cela, à partir du milieu des années 1950, Charles Aznavour bénéficie d'une certaine reconnaissance qui ne se démentira plus. Mais si la presse écrit alors « La France est aznavourée », il lui reste encore à convaincre sur scène…
Après un premier passage à l'Alhambra en 1956, il est à nouveau sur cette scène en octobre 1958 et le 2 décembre il est à l'Olympia à l'affiche d'un Musicorama avec (notamment) Petula Clark, où il obtient un grand succès et deux rappels. En 1960, l'artiste signe avec la maison de disques Barclay, où il obtient plus de moyens et une plus grande liberté artistique.
En 1960, en pleine guerre d'Algérie, la chanson pacifiste L'Amour et la Guerre, écrite par Bernard Dimey et mise en musique et interprétée par Charles Aznavour, est interdite sur les ondes nationales. Elle sera la bande son du film de Claude Autant-Lara Tu ne tueras point.
C'est cette même année, le 12 décembre, soir de première que sa carrière prend son envol avec la chanson Je m’voyais déjà (titre écrit quelques mois auparavant dans un bar de Bruxelles et qui fut refusée par Yves Montand), qu'Aznavour interprète « dos au public », dans une mise en scène audacieuse qui s'avérera payante. Après sept chansons interprétées devant un public froid, l'artiste sort son ultime atout : Je m'voyais déjà, qui raconte l'histoire (non autobiographique) d'un artiste dont la carrière « ne décolle pas ». À la fin de sa prestation, les projecteurs sont braqués sur le public : aucun applaudissement. En coulisses, Aznavour est prêt à abandonner le métier. Retournant saluer une dernière fois, il voit alors la salle de l'Alhambra crouler sous un tonnerre d'applaudissements. C'est un triomphe. Il a 36 ans.

### Années 1960

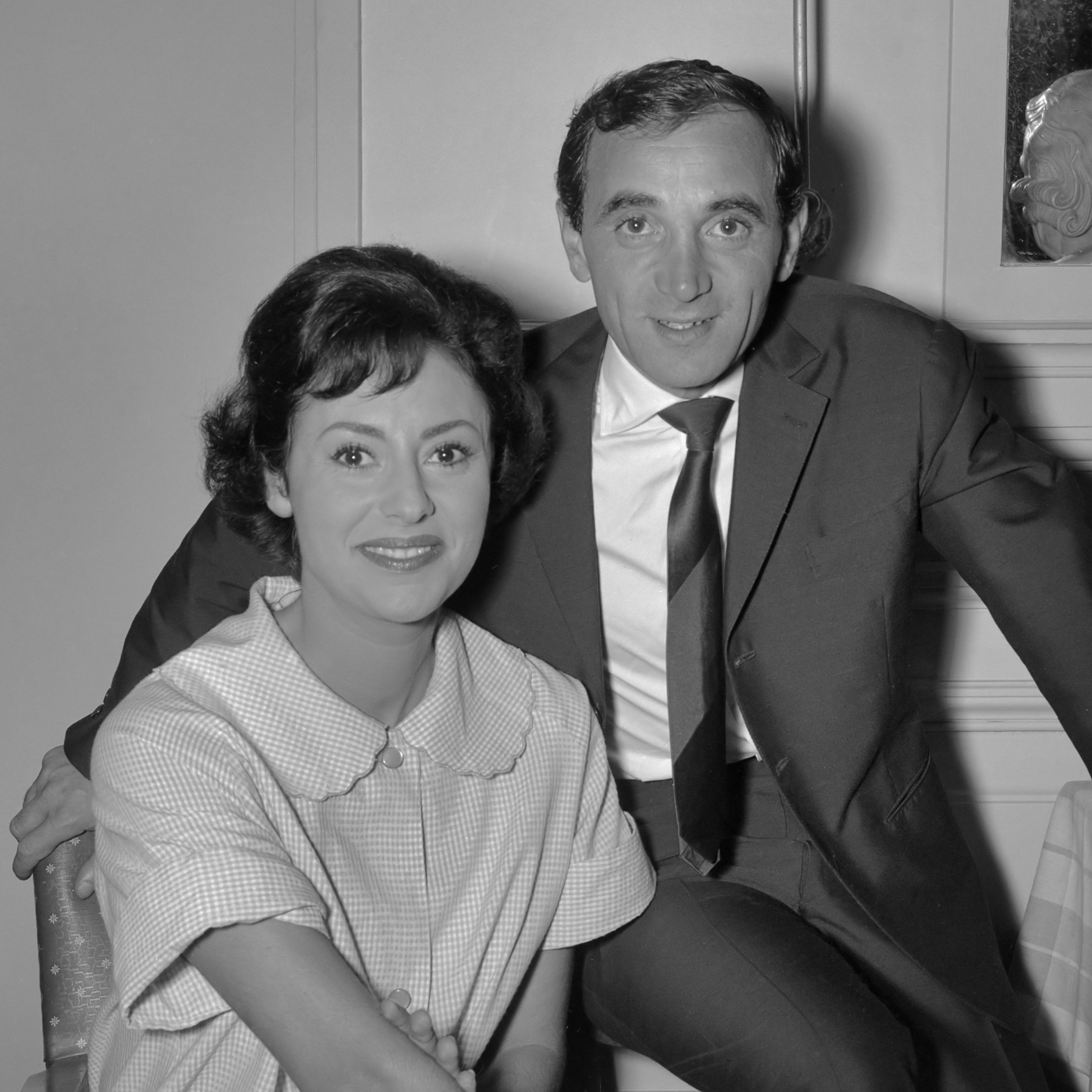
Charles Aznavour et Caterina Valente (1961).

Au cours des années 1960, il enchaîne les tubes : Tu t’laisses aller (1960), Il faut savoir (1961), Les Comédiens (1962), La Mamma, Je t'attends (1963), Et pourtant (1963), Hier encore (1964), For Me Formidable (1964), Que c'est triste Venise (1964), La Bohème (1965), Emmenez-moi (1967) et Désormais (1969). Ces chansons font pour la plupart référence à l’amour et au temps qui passe. En pleine vague yéyé, Charles Aznavour écrit aussi deux de leurs plus grands succès à Johnny Hallyday : Retiens la nuit (1961), puis à Sylvie Vartan : La plus belle pour aller danser (1963). En 1966, il offre à Mireille Mathieu un de ses premiers succès, Celui que j'aime ; il lui écrira d'autres succès plus tard et enregistrera le duo Une vie d'amour avec elle en 1981,.
Le 30 mars 1963, il donne une représentation unique au Carnegie Hall de New York. Connu aux États-Unis en tant qu'acteur dans le rôle d’Édouard Saroyan dans Tirez sur le pianiste de François Truffaut, il s'y présente en tant que chanteur pour un récital d'une heure. Malgré une grève des journaux qui dure depuis cent treize jours, la salle est comble[réf. souhaitée]. Alternant les titres français et les traductions anglaises, mais aussi italiennes, espagnoles, il amuse le public en reprenant Mômes de mon quartier avec l'accent de Maurice Chevalier, mais impose également l'anglais avec You've let yourself go (Tu t'laisses aller).

### Années 1970
En 1972, il écrit la chanson Comme ils disent, qui, première du genre, traite de l'homosexualité de façon sérieuse et sans dérision. Sa chanson Les Plaisirs démodés, résolument moderne dans son orchestration, connaît un grand succès en France (plus de 300 000 ventes), tout comme Mes emmerdes. En 1973, il se classe au Royaume-Uni avec le titre The old fashioned way (à la 38e place), mais c'est avec sa chanson She l'année suivante qu'il connaît son plus grand succès dans ce pays, se classant no 1 des ventes, fait rarissime pour un artiste français. Avec ce titre, il se classe également à la 44e place aux États-Unis dans le classement Billboard Adult Contemporary
En 1974, Jack Jones a enregistré un album entier de compositions d'Aznavour intitulé Write Me A Love Song, Charlie.

### Années 1980
En 1981, Charles Aznavour chante sur la chanson Stenka Razine, qu'il a écrite, interprétée avec les Compagnons de la chanson.

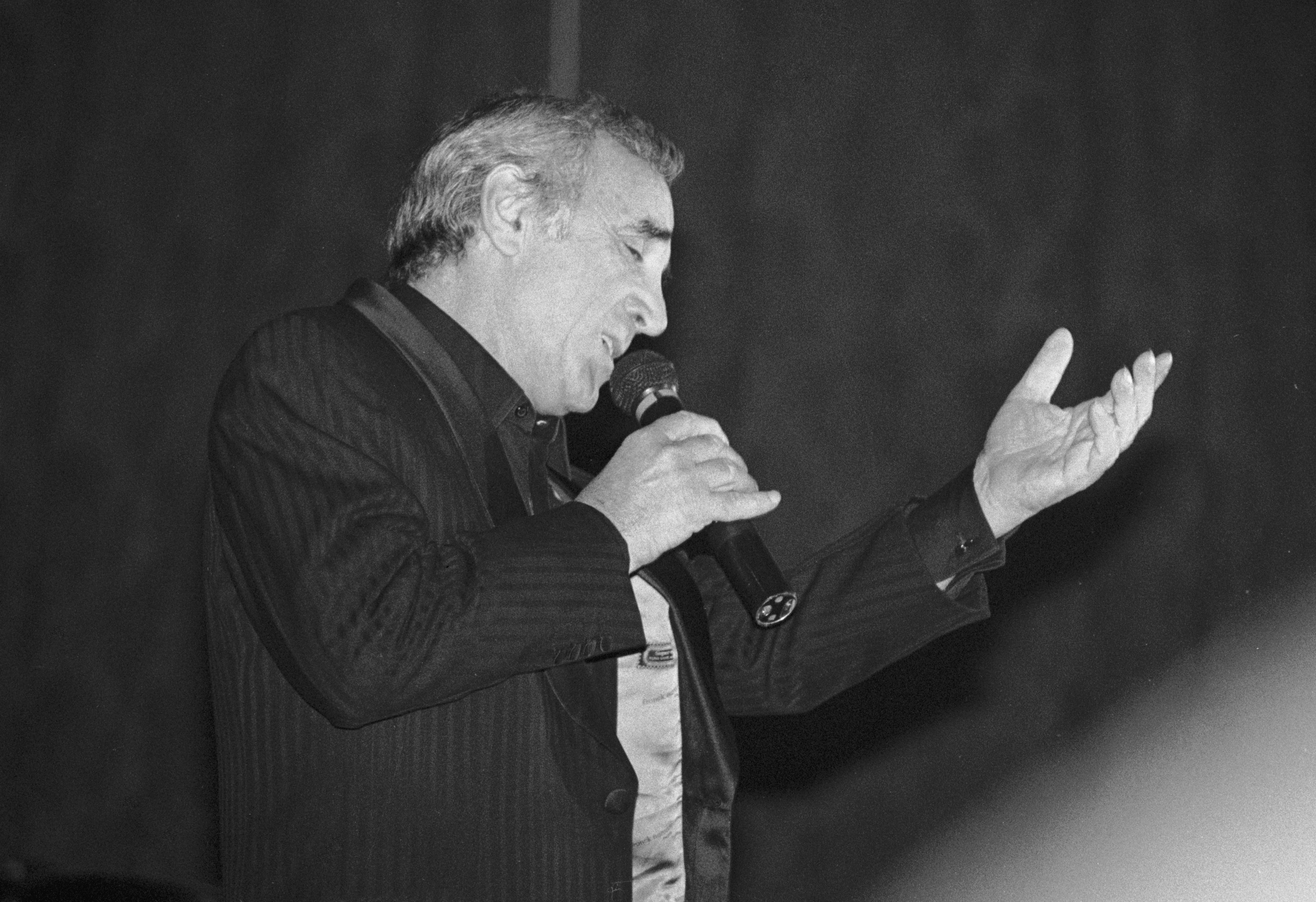
Charles Aznavour en concert à Deauville en 1988.

Depuis le terrible séisme de 1988 en Arménie, il ne cesse d’apporter son soutien au pays d'origine de ses parents grâce à sa fondation Aznavour pour l’Arménie. Sa chanson Pour toi Arménie (1989), enregistrée avec la collaboration de plus de quatre-vingts artistes, se hisse au sommet des hit-parades. En 2001, pour le remercier, son nom est donné à une place dans le centre d’Erevan, la capitale arménienne, sur la rue Abovyan par les autorités du pays. Une statue lui est même érigée à Gyumri, deuxième ville la plus peuplée d'Arménie.

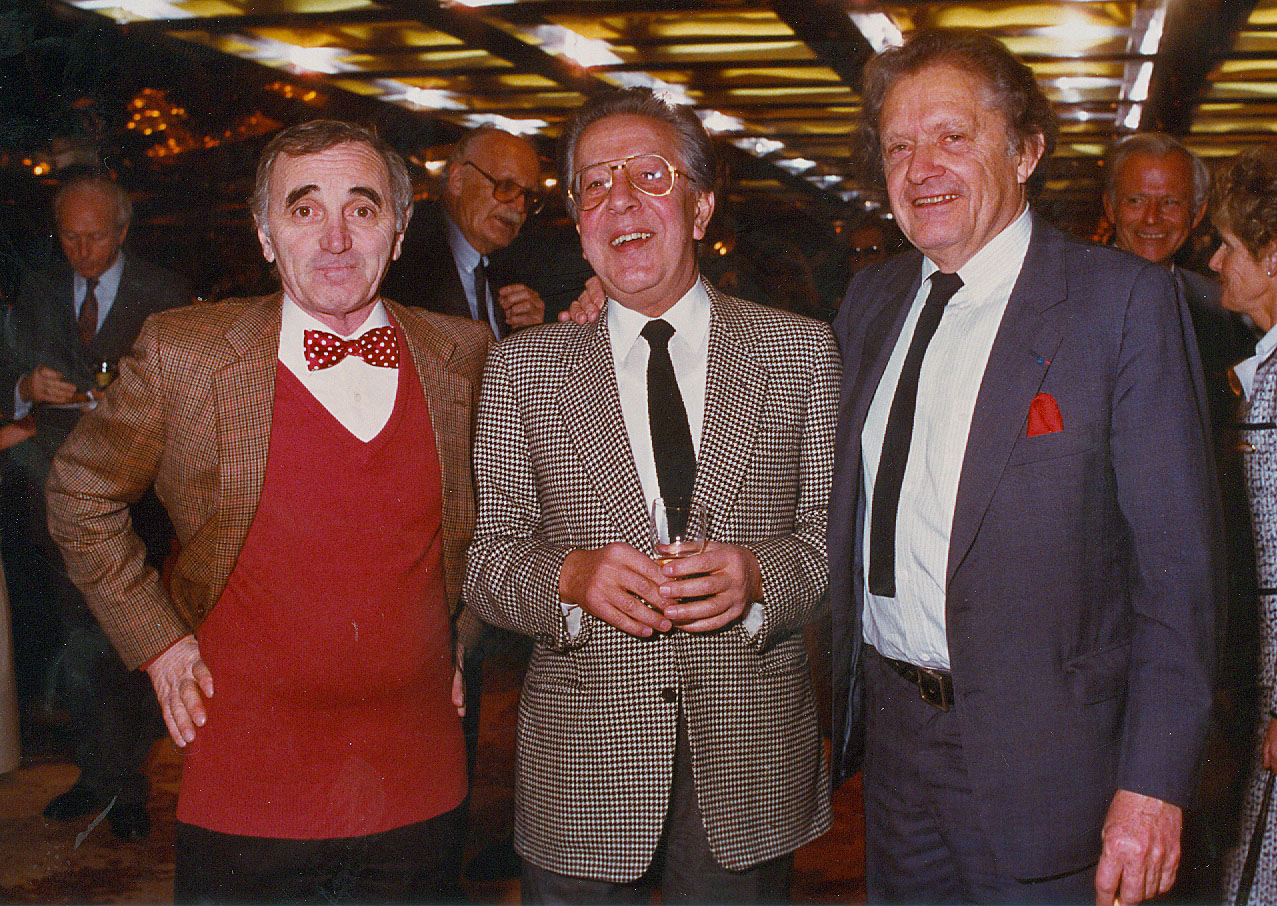
Charles Aznavour (à gauche), Bob Azzam et le parolier Pierre Delanoë lors de la première du film Genève en 1988 au cinéma Le Plaza.

En 1988, Charles Aznavour réside dans le canton de Genève à Vandœuvres. En hommage cette région où il vécut 34 ans, il compose et interprète la chanson Inoubliable Genève spécialement pour le film Genève réalisé par François Reichenbach et produit par Claude Richardet. Avec des paroles de Pierre Delanoë et l'Orchestre de la Suisse Romande.

### Années 1990
En 1991, il partage la scène pendant un mois au Palais des Congrès avec Liza Minnelli, avec laquelle il eut une relation et vécut pendant une année au début des années 1960 lorsqu'il était aux États-Unis.
En 1995, il achète les éditions musicales Raoul-Breton. Deux années plus tard, il est nommé officier de la Légion d'honneur, puis commandeur en 2004.
Avec le ténor italien Luciano Pavarotti, ils chantent l’Ave Maria de Gounod. En 1995, il joue avec le violoncelliste russe et ami Mstislav Rostropovitch pour inaugurer la présidence française de l'Union européenne. L'un des plus grands amis et collaborateurs d'Aznavour est le ténor espagnol Plácido Domingo qui interprète souvent ses tubes, notamment un enregistrement en studio solo des Bateaux sont partis en 1985 et des versions en duo en français et en espagnol en 2008, ainsi que plusieurs interprétations en direct Ave Maria d'Aznavour.
En 1994, Aznavour joue avec Domingo et la soprano norvégienne Sissel Kyrkjebø lors du troisième concert annuel de Domingo à Vienne. Les trois chanteurs interprètent une variété de chants de Noël.
En 1998, il revisite ses anciens succès en leur donnant une « couleur » jazz sur l’album Jazznavour, réalisé avec la collaboration de Dianne Reeves, Jacky Terrasson, Michel Petrucciani, Eddy Louiss, Richard Galliano et André Manoukian.

### Années 2000

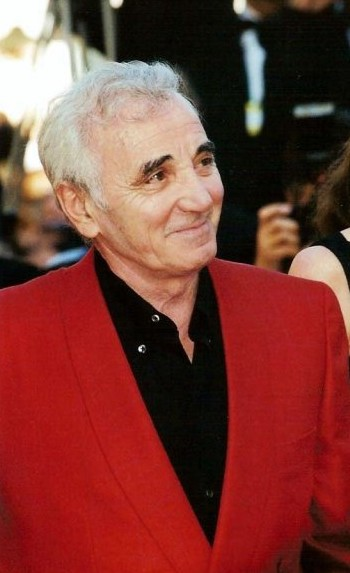
Charles Aznavour au festival de Cannes 1999.

En 2002, Charles Aznavour tient le rôle principal de son film le plus personnel, Ararat d’Atom Egoyan, qui traite du génocide arménien.
Au printemps 2005, il amorce une tournée d’adieu nord-américaine, qu’il entame au Québec et qu’il conclut à l’automne de l’année suivante aux États-Unis et au Canada. Un concert donné en plein air à Erevan le 30 septembre 2006 par le « héros national » (titre qu'il possède en Arménie) rassemble plus de cent mille spectateurs.
En mars 2006, il est le président du jury de la finale de la sélection française pour le Concours Eurovision de la chanson 2006 sur France 3 avec à ses côtés Lara Fabian, Natasha St-Pier et le chanteur Gage.
Au début de l’automne 2006, Aznavour entame une nouvelle tournée dite « d'adieu », aux États-Unis et au Canada, où il obtient des critiques très positives. Il commence 2007 avec des concerts dans tout le Japon et en Asie. Au cours du second semestre, Charles Aznavour, du 9 octobre au 10 novembre 2007, chante au Palais des congrès de Paris, où il propose au public un concert plus intimiste, accompagné d'une orchestration très rythmée, ainsi que des titres qui, depuis des décennies pour certains, n'avaient plus été interprétés (Il pleut, Viens, Entre nous, Pour faire une jam, etc.). Ces représentations parisiennes précédent une tournée en Belgique, aux Pays-Bas et dans le reste de la France. À l'entame de cette tournée d'adieu, l'artiste a à plusieurs reprises déclaré « qu'elle durerait probablement, si sa santé le lui permettait, au-delà de 2010 ».
Faisant partie des personnalités les plus appréciées de son pays, selon un sondage de début janvier 2007, il publie en octobre 2007 un recueil de nouvelles, intitulé Mon père, ce géant. Dans ce premier recueil, il aborde des thèmes familiaux, parfois sensibles, tout en insistant sur l'importance du rôle des parents.
Il termine une tournée au Portugal en février 2008. Tout au long du printemps 2008, il tourne en Amérique du Sud, donnant plusieurs concerts en Argentine, au Brésil, au Chili et en Uruguay (il revient en Amérique latine à l'automne).
Le 5 juillet 2008, il est investi du titre d'officier honoraire de l'Ordre du Canada. Le jour suivant, à l'occasion des célébrations entourant le quatre centième anniversaire de la ville de Québec, Charles Aznavour se produit le 6 juillet 2008 sur le site des Plaines d'Abraham, en plein cœur de la Vieille-Capitale. Ce spectacle, qui attire plus de cent mille spectateurs, est seulement le troisième concert en plein air du chanteur.
Le 26 décembre 2008, le président de la République d'Arménie, Serge Sargsian, confère au chanteur français la citoyenneté arménienne. En février 2009, il accepte le poste d'ambassadeur d'Arménie en Suisse, sur proposition du président arménien. Le 30 juin 2009, il présente ses lettres de créance à Hans-Rudolf Merz, le président de la Confédération suisse.
Charles Aznavour est également le représentant permanent de l'Arménie auprès de l'Organisation des Nations unies (ONU) à Genève. Le 26 juin 2009, il présente ses lettres de créance à Sergueï Ordjonikidze, le directeur général de l'office des Nations unies à Genève,,.
Le 8 décembre 2008, sort le double album Duos, sur lequel Aznavour reprend avec de nombreux artistes plusieurs de ses succès. L'année suivante parait l'album Charles Aznavour and The Clayton Hamilton Jazz Orchestra qui s'inscrit dans la même veine que son album Jazznavour (sorti en 1998), où il réenregistre, avec un orchestre de jazz et d'autres invités artistes de jazz, d'anciennes chansons sur de nouveaux arrangements.
En 2009, Aznavour effectue des tournées à travers l'Amérique. Baptisé Aznavour en liberté, ce nouveau tour débute fin avril 2009 avec une vague de concerts à travers les États-Unis et le Canada, qui l'amène à traverser l’Amérique latine à l’automne, ainsi qu’une fois de plus aux États-Unis.
À l'automne 2009, il publie une autobiographie, intitulée À voix basse, où il aborde différents moments de sa carrière et de sa vie privée.

### Années 2010

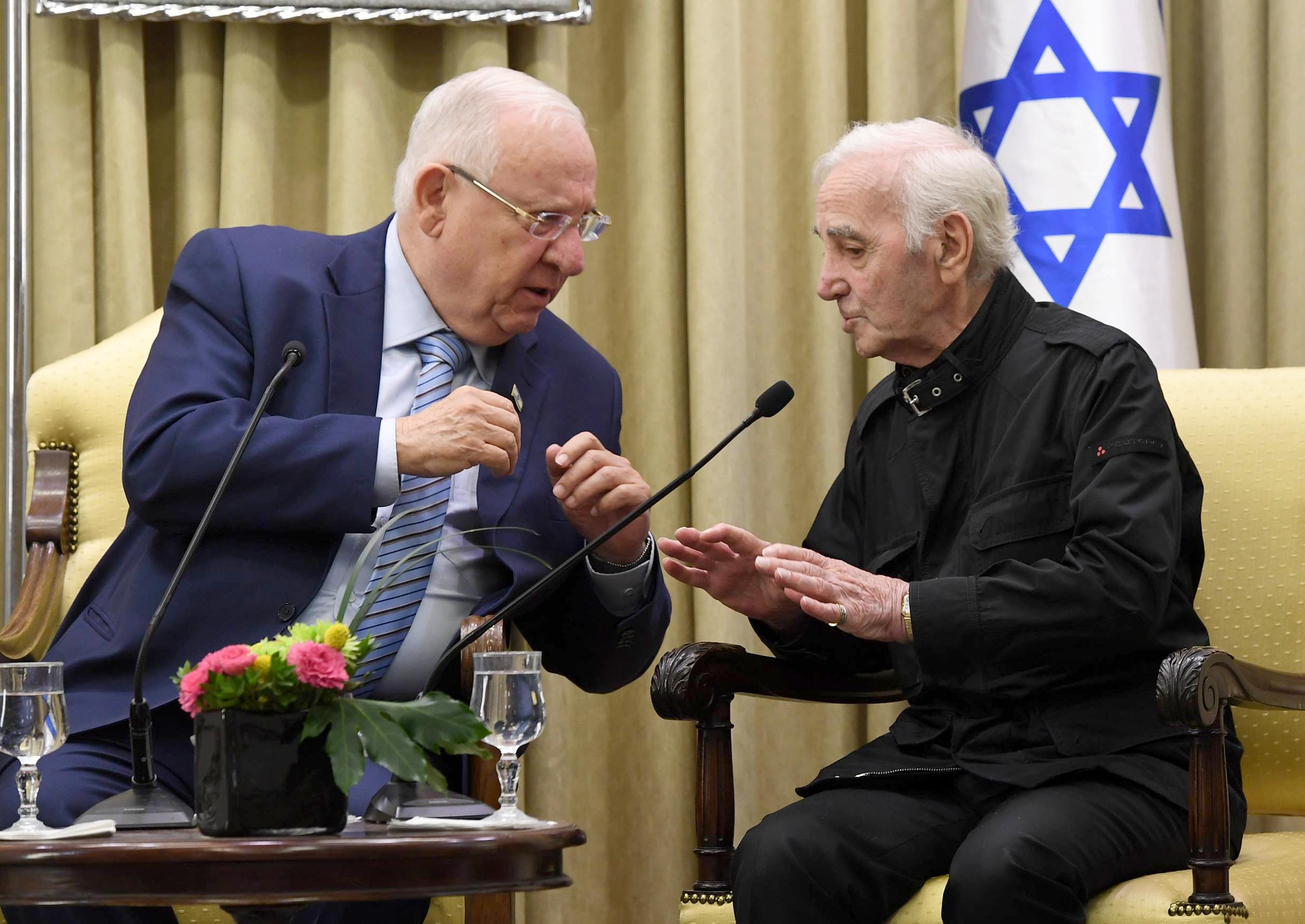
Charles Aznavour et le président de l'État d'Israël, Reuven Rivlin (2017).

Charles Aznavour participe avec plus de 70 artistes haïtiens, français et internationaux à la chanson caritative Un geste pour Haïti chérie à la suite du séisme en Haïti survenu le 12 janvier 2010.
Le 6 mars 2010, il est président d'honneur de la vingt-cinquième édition des Victoires de la musique, cérémonie au cours de laquelle il reçoit une « Victoire d'honneur » pour l'ensemble de sa carrière.
En août 2011, sort l'album Aznavour toujours, avec onze nouvelles chansons et Elle (en duo avec Thomas Dutronc), adaptation française de She. Il entame ensuite une tournée à travers la France et l'Europe, Charles Aznavour en toute intimité, qui débute avec 21 concerts à l'Olympia.
Le 12 décembre 2011, il donne une unique représentation à Moscou, dans la salle de spectacles du Kremlin. En avril 2012, il se produit à la Maison symphonique de Montréal ainsi qu'au Capitole de Québec, puis à l'amphithéâtre Gibson de Los Angeles, ainsi qu'en Géorgie (où le concert sera partiellement diffusé à la télévision géorgienne).
Le 27 avril 2013, il annonce la sortie d'un album consacré à des chansons qu'il a composées de 1950 à 1970, avec Gilbert Bécaud (projet qui demeure inabouti).
Le 15 juin 2013, il interprète en duo à Bercy, à l'occasion des 70 ans de Johnny Hallyday, Sur ma vie.
En 2014, Il chante en duo avec Zaz dans le dernier album de la chanteuse, intitulé Paris sur la chanson J'aime Paris au mois de mai. La même année, il entreprend, pour ses 90 ans, une tournée mondiale qui passe par Israël, l'Arménie, l'Allemagne, le Royaume-Uni, la Pologne, l'Espagne, l'Italie, les États-Unis, la Russie, la Suisse, la Belgique et le Canada. Le 12 mai, lors de son concert à l'Opéra d'Erevan en Arménie, sont présents le président Arménien, Serge Sargsian, et le président de la République Française, François Hollande.
Le 24 novembre 2014, sort un album-hommage collectif de reprises de quelques-unes de ses plus grandes chansons, Aznavour, sa jeunesse.
En avril 2015, il donne deux représentations en Russie (à Saint-Pétersbourg et à Moscou). En septembre 2015, il se produit pour la première fois au Palais des sports de Paris, durant six représentations.
En novembre 2015, à 91 ans, il reçoit un NRJ Music Awards d'honneur qui lui est remis par Sting.
En 2014, 2015 et 2016, Aznavour a poursuivi sa tournée internationale, notamment à Bruxelles, Berlin, Francfort, Barcelone, Madrid, Varsovie, Prague, Moscou, Bucarest, Anvers, Londres, Dubaï, Montréal, New York, Boston, Miami et Los Angeles, Osaka, Tokyo, Lisbonne, Marbella, Monaco, Vérone, Amsterdam et Paris.
En août 2017, il reçoit son étoile sur le mythique Hollywood Walk of Fame à Los Angeles,, puis se produit en concert à l'AccorHotels Arena le 13 décembre 2017. C'est la première et la dernière fois qu'il passe dans cette salle, précédent une tournée dans les Zénith en région. Après avoir été contraint d'annuler des concerts en avril à Saint-Pétersbourg (victime d'un tour de reins) et en mai, en raison d'une fracture de l'humérus gauche, il donne ses derniers concerts au Japon les 17 et 19 septembre 2018. Au moment de sa mort, il devait entamer une nouvelle tournée et chanter notamment à Kiev, Bruxelles, Paris, et Tel Aviv, pour son 95e anniversaire.

### Mort et hommage national

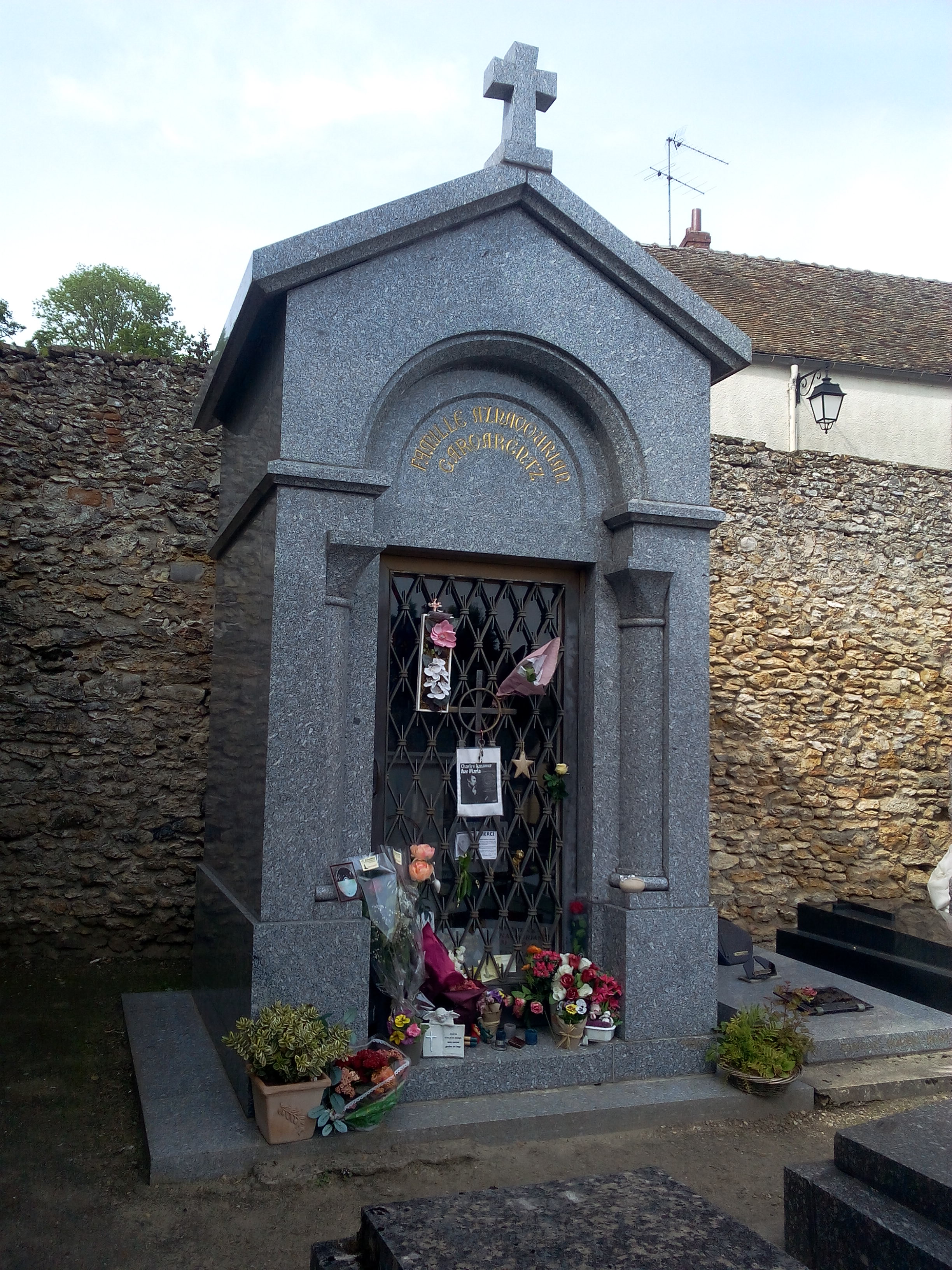
Tombe de Charles Aznavour au cimetière de Montfort-l'Amaury.

Il meurt le 1er octobre 2018, à l'âge de 94 ans, dans la baignoire de la salle de bains attenante à la chambre de sa résidence secondaire de Mouriès (Bouches-du-Rhône),,,,, qu'il a fait construire dans les années 1990. Depuis une dizaine d'années, il y cultivait des oliviers et produisait de l'huile d'olive qu'il commercialisait.
L'autopsie pratiquée pour lever l'hypothèse de la noyade révèle qu'il est mort après un « œdème pulmonaire aigu responsable d'une défaillance cardio-respiratoire qui s'est révélée être au-dessus de toute ressource thérapeutique ».
Le 5 octobre, la France rend un hommage national à Charles Aznavour dans la cour des Invalides, en présence du président et du Premier ministre arméniens, respectivement Armen Sarkissian et Nikol Pachinian, du président français Emmanuel Macron, de nombreuses personnalités ainsi que de la famille de Charles Aznavour.
Le 6 octobre, ont lieu ses obsèques dans la cathédrale arménienne Saint-Jean-Baptiste de Paris, où il a été baptisé et s'est marié. Il est ensuite inhumé dans l’intimité dans le caveau familial du cimetière de Montfort-l'Amaury.
Le 22 mai 2024, Charles Aznavour aurait eu cent ans. Pour l’occasion, la mairie du 9e arrondissement de Paris appose une plaque en sa mémoire au 22 rue de Navarin, où il a grandi. Le 23 octobre sort au cinéma Monsieur Aznavour, un drame biographique écrit et réalisé par Grand Corps Malade et Mehdi Idir, avec Tahar Rahim dans le rôle-titre. Le film retrace l'ascension du chanteur à partir des années 1950. Le succès du film, qui dépasse les deux millions de spectateurs au cinéma, crée un fort engouement pour les chansons de Charles Aznavour sur les sites de streaming et la compilation "L'album de sa vie - 100 titres" s'écoule à 20 000 exemplaires, en CD, les semaines suivant la sortie du long-métrage .

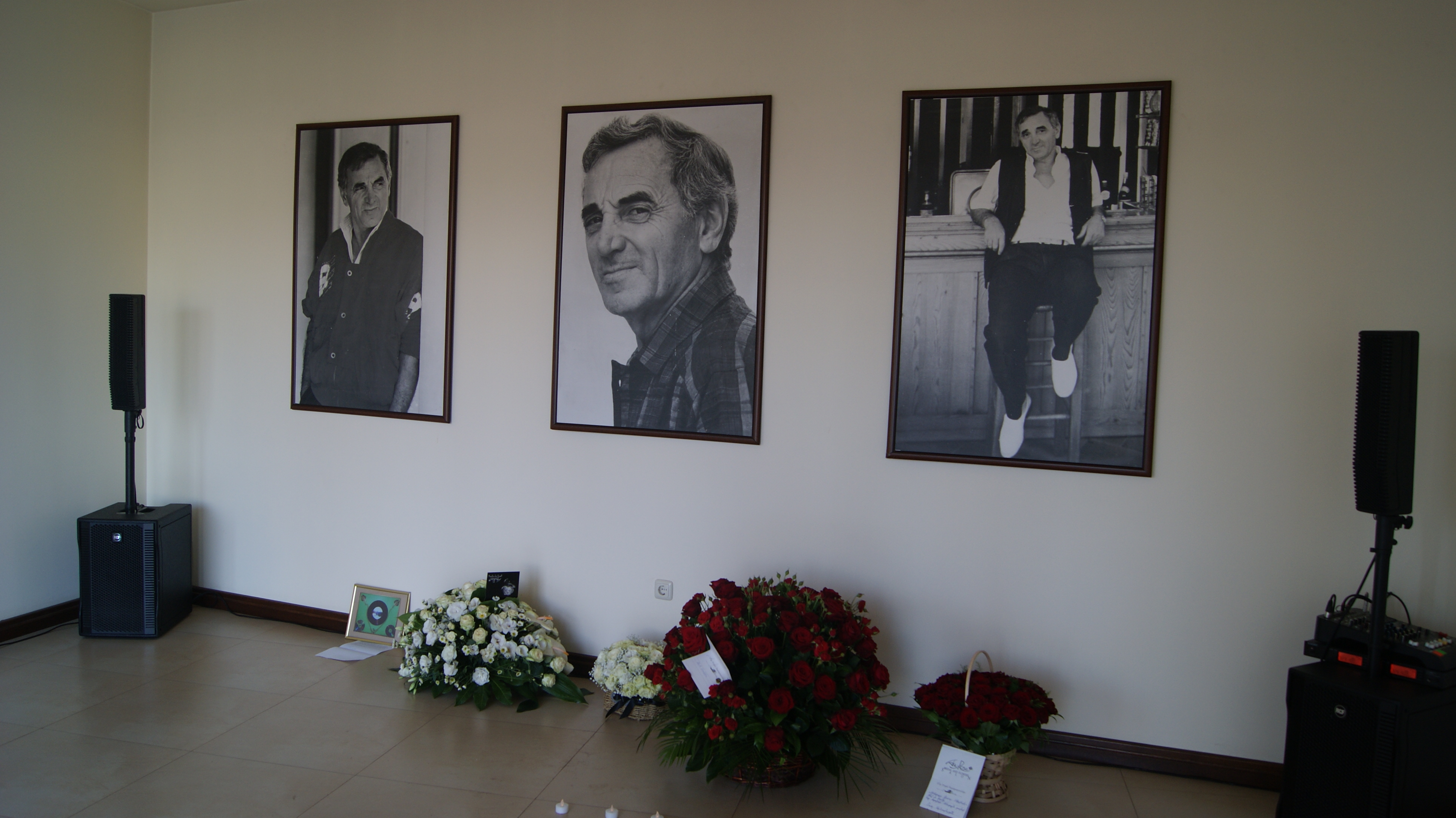
Fleurs et photographies rendant hommages à l'artiste.

## Prises de position

### Faits de société

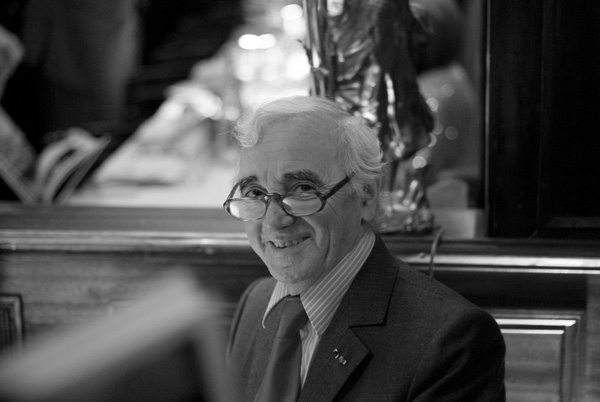
Charles Aznavour en 2007.

À propos du fait qu'il réside en Suisse (à Saint-Sulpice, dans le canton de Vaud),, et de ses impôts, Charles Aznavour déclare en 2007 :

« J’habite en Suisse et je trouve déplorable que l’on dise “Ah oui, il est parti en Suisse”. Alors, ceux qui partent en Angleterre, en Espagne ou dans les îles ne sont pas partis ! C’est juste la Suisse ! Si j’étais parti en Irlande, je ne paierais pas d’impôts ! En Suisse j’en paie. Et ça on ne le dit pas ! On a inventé un monstre : c’est le monstre de la Suisse. Ça ne tient pas debout leur histoire, d’autant moins que l’on dit que nous ne payons pas nos impôts en France. Si, j’en paie ! Au début de l’année, on m’a tellement emmerdé que je me promenais avec ma feuille d’impôts dans la poche ! Et je la sortais : “Regardez ce que j’ai payé !” Au départ, quand je travaille, on retient 15 %. Il y avait un million cent quinze mille euros, plus les 15 % déjà retenus. La question n’est pas de payer ou pas des impôts en Suisse. Je paie des impôts en Suisse, j’ai un forfait. Je paie des impôts partout où je travaille. »

Concernant l'immigration en France et l'intégration, Charles Aznavour déclare, en février 2013 : « Je suis devenu Français d'abord, dans ma tête, dans mon cœur, dans ma manière d'être, dans ma langue… J'ai abandonné une grande partie de mon arménité pour être Français… Il faut le faire. Ou alors il faut partir ».
Le 25 août 2014, il appelle à venir en aide aux communautés chrétiennes et kurdes persécutées au Moyen-Orient et propose de les accueillir dans les villages français, « qui ont besoin d'être repeuplés ».
Le 8 janvier 2018, durant la crise migratoire en Europe, il provoque la polémique en indiquant qu'on « pourrait faire un tri » entre les migrants pour garder les « génies » et les « gens utiles ». Lors d'un entretien avec Laurent Delahousse, il déclare : « On devrait savoir à qui on a affaire, il y a peut-être des génies parmi ces gens, en tout cas des gens utiles, c'est sûr. C'est vrai qu'on ne peut pas avoir tout le monde chez soi, ce n'est pas facile et puis ça ne serait pas normal. Mais on pourrait faire un tri en tout cas intéressant. On pourrait avoir des gens très intéressants qui passent. Si aujourd'hui Madame Curie passait, on ne sait pas, c'est une Polonaise, "Au revoir Madame", c'est pas vrai »,.

### Actions caritatives

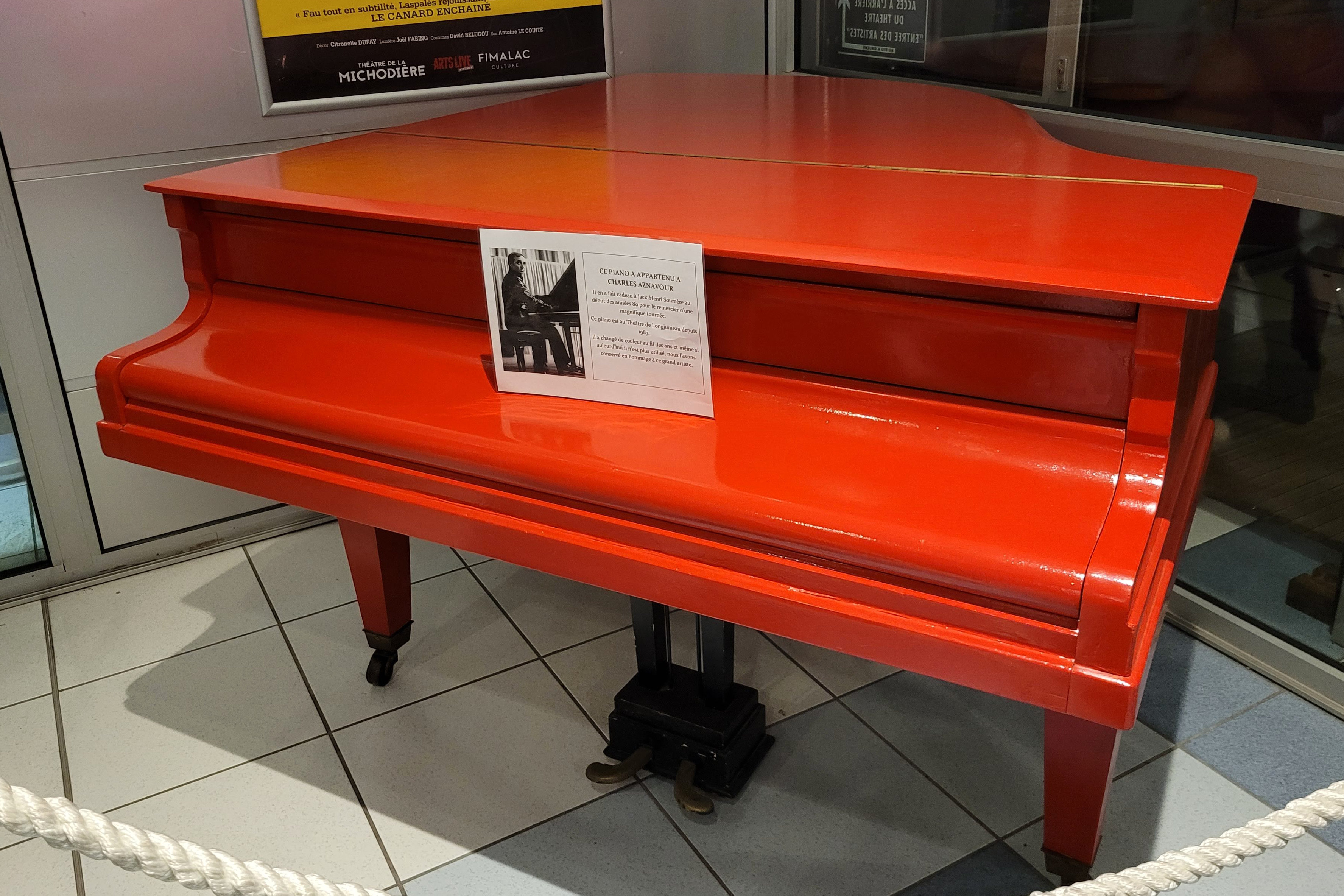
Piano offert par Charles Aznavour à Jack-Henri Soumère au début des années 1980. Il est au théâtre de Longjumeau depuis 1987, actuellement exposé dans le hall.

Le 7 décembre 1988, l'Arménie est frappée par un violent séisme. Par solidarité, Charles Aznavour crée l'association Aznavour pour l'Arménie, dans le but de réunir et d'envoyer vêtements et nourriture aux rescapés. Au début de 1989, sort la chanson Pour toi Arménie. Composée par Georges Garvarentz et écrite par Charles Aznavour, cette chanson entre directement à la première place du Top 50 et les fonds récoltés servent au financement d'une fondation de solidarité.
Le 22 mai 2004, à l'occasion des 80 ans du chanteur, la chaîne TF1 retransmet une émission spéciale qui lui est consacrée, en direct du Palais des congrès de Paris et en présence du président de la République française Jacques Chirac et de son épouse. La soirée est donnée au profit de l'Institut national du cancer. Un double CD et un DVD, Bon anniversaire Charles !, sont mis en vente et les bénéfices sont également reversés à l'institut.
Le 30 septembre 2006, il chante devant cent mille spectateurs à Erevan en Arménie, à l'occasion de l'ouverture de l'Année de l'Arménie en France. Le président Jacques Chirac et son homologue arménien Robert Kotcharian sont présents.
Le 28 septembre 2011, l'artiste qui, depuis le 7 septembre, se produit à l'Olympia, donne une représentation au profit de l'association Aznavour pour l'Arménie.

### Musique
Durant une interview en 2017 dans l'émission Entrée Libre diffusée sur France 5, il déclare :

« Jean-Jacques Goldman on dit qu'il fait "des tubes". Ce ne sont pas des tubes. Un tube, c'est vide. C'est un mot que je n'aime pas. Comment peut-on trouver un mot aussi laid pour des choses aussi belles… »

### Engagement politique
Charles Aznavour s'est à plusieurs reprises impliqué dans la politique française, arménienne et internationale au cours de sa carrière.
Il apparaît dans le film documentaire de Raymond Depardon 1974, une partie de campagne, lorsqu'il chante en soutien de Valéry Giscard d'Estaing durant l'un des derniers meetings de l'entre-deux-tours de la campagne présidentielle de 1974,. Il fait ainsi partie des nombreuses personnalités du monde artistique à soutenir Valéry Giscard d'Estaing face à François Mitterrand,.
Lors de l’élection présidentielle de 2002, lorsque Jean-Marie Le Pen se qualifie au second tour face au président sortant Jacques Chirac, Charles Aznavour signe la pétition « Vive la France » et appelle tous les Français à chanter La Marseillaise en signe de protestation.
Il soutient Nicolas Sarkozy lors de l'élection présidentielle de 2012.
Il a fait campagne pour une réforme internationale du droit d'auteur. En novembre 2005, il a rencontré le président de la Commission européenne José Manuel Barroso sur la question de la révision de la durée de protection des artistes interprètes ou exécutants et des producteurs de l'UE, préconisant une prolongation de la loi américaine prévoyant 95 ans, affirmant que « en termes de protection, les artistes et les maisons de disques sont du même avis. La prolongation de la durée de la protection serait bénéfique pour la culture européenne, positive pour l'économie européenne et mettre fin à la discrimination actuelle avec les États-Unis ». En 2006, il s'oppose par le biais d'une pétition à une proposition parlementaire, défendue notamment par Christine Boutin et Patrick Bloche, visant à établir une licence globale forfaitaire pour le partage de fichiers protégés par copyright sur Internet, affirmant que la licence éliminerait la créativité. En mai 2009, le Sénat français a approuvé l'un des projets de loi anti-piratage sur Internet les plus stricts, avec un vote écrasant de 189-14. Aznavour était un partisan de la mesure et l'a considérée comme une grande victoire.

### En Arménie et à l'étranger

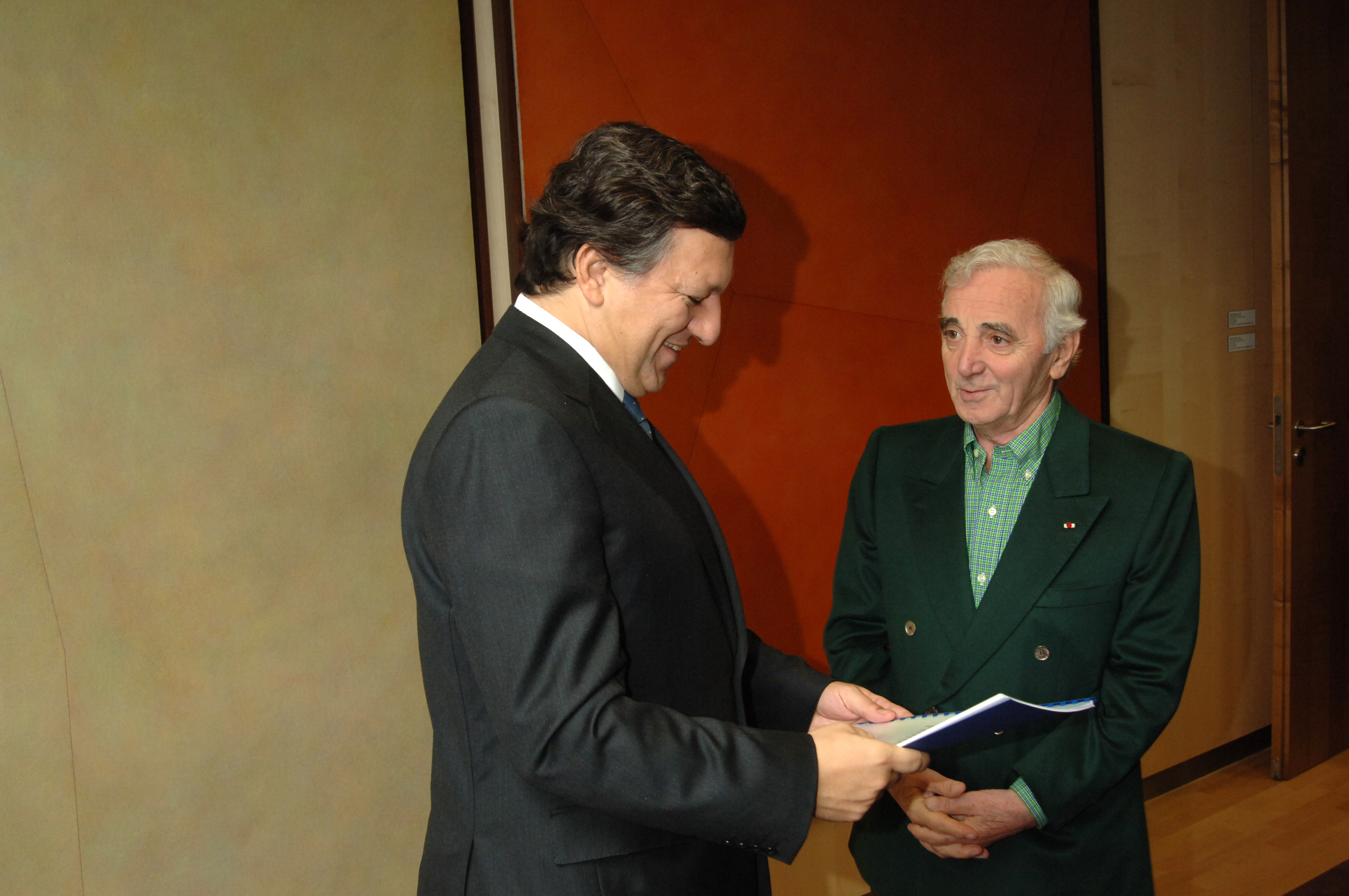
Charles Aznavour en 2005 en tant qu'ambassadeur permanent de l'Arménie à l'UNESCO avec José Manuel Barroso, Président de la Commission européenne.

Après la Seconde Guerre mondiale, l'URSS promeut une politique de retour en Arménie de la diaspora arménienne. Charles Aznavour et ses parents en profitent pour se doter de passeports soviétiques, songeant à s'établir dans leur pays d'origine. Mais ils sont dissuadés dans leur projet par leur amie Mélinée Manouchian qui est déjà sur place et poste des courriers contenant un code secret, où elle décrit la dure réalité stalinienne en Arménie. L’amitié entre la veuve du résistant Missak Manouchian et les Aznavourian remonte à l'occupation, lorsque Mélinée Manouchian vivait abritée et cachée chez eux, rue Navarin à Paris. Les Aznavourian ne concrétiseront jamais leur projet de retour en Arménie, tandis que les passeports qu'ils avaient établis furent ultérieurement et fortuitement retrouvés par l'actrice Simone Signoret.
Depuis le tremblement de terre de 1988, qui ravage l'Arménie, en pleine déliquescence de l'URSS et la veille de l'indépendance du pays, Charles Aznavour aide le pays à travers son association Aznavour pour l’Arménie. Avec son beau-frère et co-auteur Georges Garvarentz, il a écrit la chanson Pour toi Arménie, interprétée par un groupe d'artistes français célèbres et qui est restée no 1 des ventes pendant dix semaines.
Il a écrit une chanson sur le génocide arménien intitulée Ils sont tombés.
En 1995, il est nommé ambassadeur et délégué permanent de l'Arménie auprès de l'UNESCO. Il est membre du conseil d'administration international de Armenia Fund. L'organisation a versé plus de 150 millions de dollars d’aide humanitaire et d’aide au développement des infrastructures à l’Arménie depuis 1992.
En 2004, il reçoit le titre de héros national de l'Arménie, la plus haute distinction de l'Arménie.
Le 26 décembre 2008, le président arménien Serzh Sargsyan signe un décret présidentiel pour l'octroi de la citoyenneté de la République d'Arménie à Aznavour, qu'il a qualifié de « chanteur et personnalité publique éminent » et de « héros arménien ».
En 2011, le Centre Aznavour ouvre à Erevan, en Arménie. Il y a deux places principales nommées « Place Charles Aznavour » en Arménie, une à Gyumri où une statue fut érigée (là où il y eut le plus grand nombre de vies perdues durant le tremblement de terre), et une à Erevan (sur la rue Abovian).
En avril 2016, Charles Aznavour se rend en Arménie pour participer à la cérémonie de remise du prix Aurora Prize. Le 24 avril, avec Serzh Sargsyan, Garéguine II et l'acteur George Clooney, il dépose des fleurs au Mémorial arménien du génocide,.

### Défense de l'environnement
En septembre 2018, à la suite de la démission de Nicolas Hulot, il signe la tribune contre le réchauffement climatique intitulée « Le plus grand défi de l'histoire de l'humanité », qui paraît en une du journal Le Monde, avec pour titre l'appel de 200 personnalités pour sauver la planète.

### Fondation Aznavour
En 1989, après le séisme du 7 décembre 1988 qui a frappé le nord de l’Arménie, tuant des dizaines de milliers de personnes et laissant des centaines de milliers de sans-abris, Charles Aznavour a fondé l'association « Aznavour pour l’Arménie ». Depuis lors, l'association a permis l’implantation de plusieurs programmes d'aide dans le pays.
En 2016, Charles Aznavour et son fils, Nicolas Aznavour, poursuivent leurs activités philanthropiques en créant la Fondation Aznavour. Son objectif est de préserver et perpétuer l'héritage culturel de Charles Aznavour, et continuer le développement et la mise en œuvre de programmes éducatifs, sociaux et culturels.
Le premier projet culturel de la Fondation est la création du Centre Aznavour au cœur d’Erevan. Le centre abritera un musée interactif et technologique de l’artiste ainsi qu’un centre culturel et éducatif pour les jeunes.

## Vie privée

### Famille et entourage

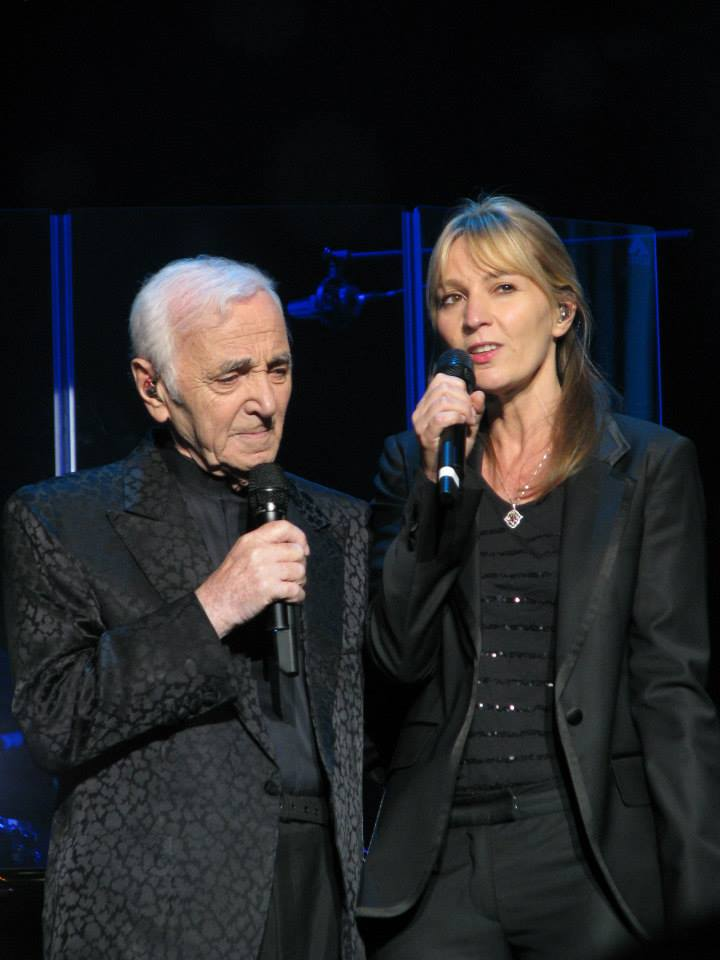
Charles Aznavour et sa fille Katia en 2014.

Charles Aznavour s'est marié trois fois. De son union, le 16 mars 1946, avec Micheline Rugel Fromentin (1927-1989), il a eu une fille Patricia dite Seda en 1947.
D’une relation extra-conjugale avec une danseuse de cabaret, Arlette Bordais, naît Patrick Bordais le 16 juillet 1951, à Vincennes, qu'il reconnaîtra neuf ans plus tard. Le corps de Patrick sera retrouvé le 26 mai 1976 à Neuilly-sur-Seine, un mois après sa mort, d'une surdose de Quaalude, une drogue, à l'âge de 25 ans. Malgré la « légende », selon les autres enfants d'Aznavour, le chanteur n'évoque pas ce drame familial dans la chanson L’Aiguille(voir album de 1987).
Le 28 octobre 1955, il épouse Evelyn Plessis (1930-2008), ils n'auront pas d’enfants.
De son union, le 11 janvier 1967, avec la Suédoise Ulla Thorsell, sont nés Katia en 1969, Misha en 1971 et Nicolas en 1977.
Sa fille Katia est mariée à l'humoriste et producteur Rachid Kallouche, dit Jean-Rachid.
À partir de 1996, Charles Aznavour engage dans son orchestre sa fille Katia comme choriste et enregistre avec elle le duo Je voyage.
Charles Aznavour est cousin de l'acteur américain Mike Connors, acteur d'origine arménienne connu pour son rôle dans Mannix.
Il est de religion chrétienne apostolique arménienne.

### Domiciles

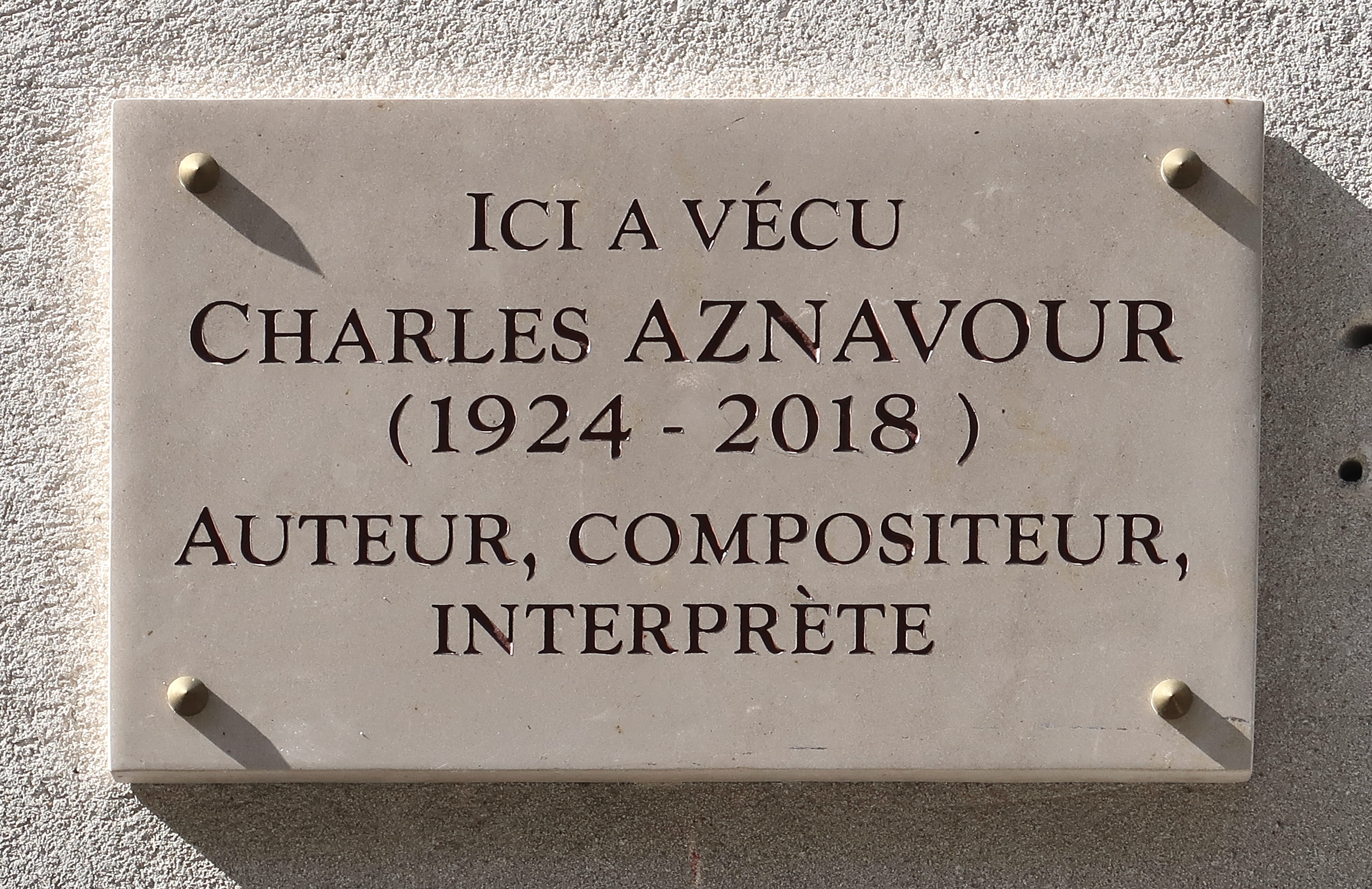
Plaque 36, rue Monsieur-le-Prince (Paris).

Paris est la ville où il vit jusqu'à l'âge adulte. Son premier logement se situe au 36, rue Monsieur-le-Prince. Il l'évoque dans sa chanson Autobiographie, sortie en 1980, « j’ai ouvert les yeux, sur un meublé triste, rue Monsieur-Le-Prince, au Quartier Latin ». Puis, en raison de problèmes d'argent récurrents de la famille, il déménage à plusieurs reprises durant son enfance et adolescence dans la capitale. D'abord au 73 rue Saint-Jacques, puis à la rue du Cardinal-Lemoine. La famille quitte ensuite quelques mois Paris, pour Enghien-les-Bains chez le grand-père Missak. De retour à Paris, ils s'installent au 2 rue de Béarn, puis notamment à la rue La Fayette. Le 26 mars 1940, la famille emménage au 22 rue de Navarin, quelques mois avant que les troupes allemandes n'entrent dans Paris, le 14 juin 1940, durant la Seconde Guerre mondiale. En 1941, lorsqu'il rencontre Pierre Roche, il vit un temps chez lui pendant la guerre, car la famille héberge des réfugiés à la rue de Navarin et il se sent trop à l'étroit. Pendant une année et demie, entre 1948 et 1950, Charles Aznavour vit principalement à Montréal, en raison du duo qu'il forme avec Pierre Roche, et avec qui il part parfois en tournée au Canada et aux États-Unis. En 1954, Charles Aznavour trouve une chambre à acheter à Montmartre, au 18 Saint-Rustique.
À la fin des années 1960, Charles Aznavour achète une propriété à Galluis (Yvelines).
En 1972, il s'installe en Suisse, dans un chalet à Icogne, près de Crans-Montana, dans le canton du Valais. En 1977, il déménage dans le canton de Genève à Corsier, au chemin du Port, où il achète une villa. Il quitte ensuite la Suisse pour les États-Unis, en Californie pendant quelques mois, avant de revenir en 1984 dans le canton de Genève à Cologny, où il ne reste que deux ans, pour s'établir à Vandœuvres en 1986. En 1989, il déménage une nouvelle fois, pour Thônex. En 2012, il part vivre dans le canton de Vaud à Saint-Sulpice, pour se rapprocher de son fils Nicolas, qui habite l'une des deux maisons qui se trouvent sur le terrain, car Nicolas Aznavour, spécialiste des mécanismes énergétiques du cerveau à l'EPFL jusqu'en 2013, a décidé de s'occuper de son père à plein temps,.
Au début des années 1990, Charles Aznavour fait construire une résidence secondaire en France à Mouriès, dans les Bouches-du-Rhône, où il passe les dernières années de sa vie, avant d'y mourir le 1er octobre 2018.
Beaucoup de médias et lui-même présentaient la maison de Mouriès comme sa résidence principale, les dernières années de sa vie.

### Administration fiscale et justice
En 1972, Charles Aznavour est au centre d'une polémique due à son exil fiscal à Crans-Montana, en Suisse. Il est inculpé de fraude fiscale et l'affaire, portée devant la justice, dure plusieurs années. Un mandat d'arrêt international est même lancé à son encontre alors qu'il se trouve aux États-Unis.
En 1977, il prend à partie le président du tribunal, lors de son procès, déclarant : « La France devrait me remercier pour tous les milliards que j'ai fait rentrer dans ses coffres ! Savez-vous que je suis le seul chanteur au monde à se produire dans soixante-dix-huit pays ? […] Toute ma vie, j'ai travaillé dur ! En France, on taxe les artistes et les créateurs comme si on voulait les faire crever. » Charles Aznavour est relaxé, mais est rattrapé par la justice quelques mois plus tard pour une autre affaire.
En 1979, il est condamné à une amende de trois millions de francs de l'époque et à un an de prison avec sursis pour évasion fiscale. Contrarié par cette décision de justice, il publie dans la presse un poème sous forme de lettre ouverte au président de la République Valéry Giscard d'Estaing : « Pour avoir servi ma patrie et ma culture, trois millions et un an de prison ».
En 1980, Jean-Marcel Cabouat, le doyen des juges d'instruction de Versailles, signe l'ordonnance de non-lieu concernant le dossier de fraude fiscale visant Charles Aznavour. Cette décision met un terme définitif aux démêlés de Charles Aznavour avec la Justice française.
Le 28 mars 2008, le Conseil d'État rejette le pourvoi de Charles Aznavour contre un arrêt de la cour administrative d'appel de Paris rejetant sa demande tendant à la décharge de la cotisation supplémentaire d'impôt sur le revenu à laquelle il a été assujetti au titre de l'année 1989.
En mars 2018, la presse révèle qu'il a pu défiscaliser légalement une grande partie de ses revenus de droits d'auteur par le biais d'une entreprise qu'il a ouverte en 2007 au Luxembourg.

## Auteur compositeur interprète

### Style
Charles Aznavour est considéré comme un « ambassadeur de la chanson française à travers le monde »,, et pour lui une chanson à la française se définit par son texte bien plus que par un rythme, car dit-il « nous n'avons pas créé de rythme. […] Notre grande force est de se servir de tous les rythmes existants pour y placer nos mélodies. Quant aux auteurs, si on compare les textes écrits sur les mêmes thèmes, aucun anglo-saxon n'a réussi à nous égaler. Disséquez Yesterday, très grande chanson portée par une musique extraordinaire, elle ne sera jamais Avec le temps de Léo Ferré. C'est indiscutable. »
Aznavour a écrit ou coécrit plus de mille chansons, que ce soit pour lui-même ou pour d'autres artistes,[source insuffisante], abordant des thèmes comme l'amour, nostalgique ou sensuel (en 1965 sa chanson Après l'amour est interdite d'antenne pour atteinte aux bonnes mœurs), le voyage, le temps qui passe, le souvenir, la reconnaissance au passé.

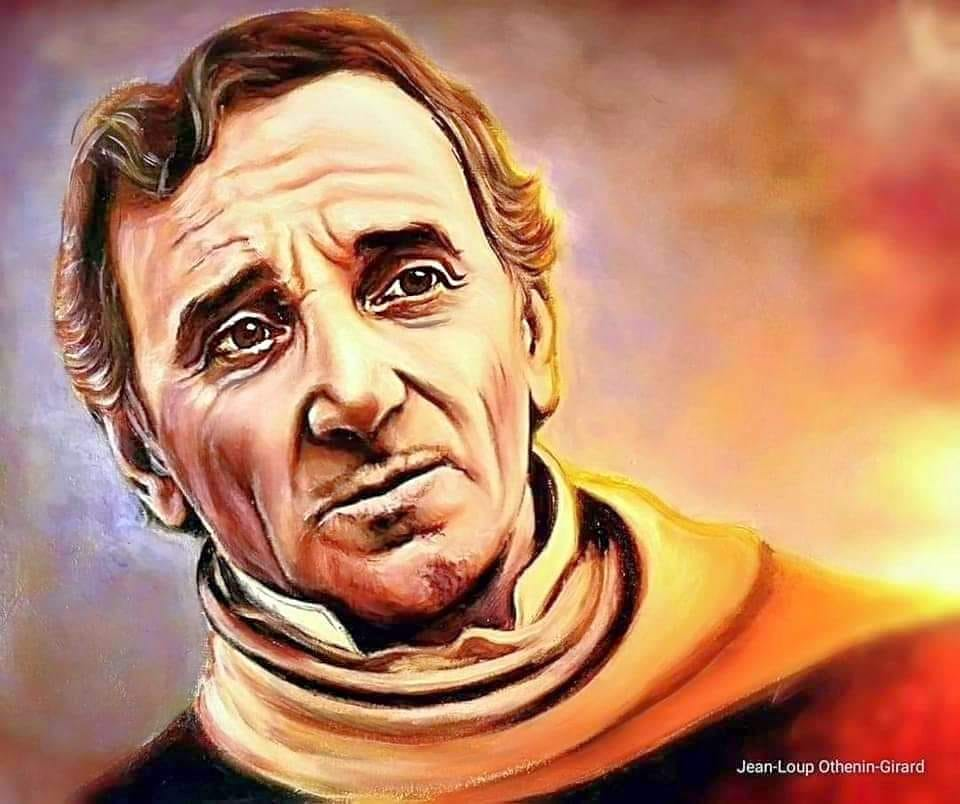
Peinture représentant Charles Aznavour par Jean-Loup Othenin-Girard.

Le chant d'Aznavour sait se faire audacieux : en 1972, il est le premier à aborder l'homosexualité sans raillerie ni ambage ; avec Comme ils disent, l'auteur-interprète se met dans la peau d'un artiste travesti, homosexuel qui l'assume avec un trait d'humour, « Et dans la salle je vois que / Les mâles n’en croient pas leurs yeux / Je suis un homme, oh / Comme ils disent » « Moi, les lazzis, les quolibets / Me laissent froid puisque c'est vrai / Je suis un homme, oh / Comme ils disent ».
Parfois engagé, il dénonce le génocide arménien avec Ils sont tombés, la Nomenklatura soviétique dans Camarade, les traumatismes de la guerre dans Les enfants de la guerre.
En 2005, lorsque le pianiste Alain Morisod lui demande de quelle chanson il souhaiterait que les gens se souviennent parmi celles qu'il a écrites, il déclare : « C'est un choix public en fait, mais celle que je préférerais, ce serait Sa jeunesse... entre ses mains. C'est une des premières que j'ai écrites, d'ailleurs je l'ai écrite quand j'étais très jeune, puisqu'on pensait que c'était mon père qui l'avait faite. Les gens ne pensaient pas que quelqu'un de mon âge, j'avais 18-20 ans quand j'ai écrit cette chanson, pouvait écrire ce genre de chanson. »

### Influences et filiations

#### Je m'voyais déjà, la comédie musicale
En collaboration avec Charles Aznavour, Laurent Ruquier a écrit une comédie musicale juke-box, qui est jouée du 2 octobre 2008 au 4 janvier 2009 au théâtre du Gymnase à Paris. Cette comédie musicale ne raconte pas la vie de Charles Aznavour mais, basée sur ses chansons, les aventures de jeunes artistes.

#### À propos du rap
Charles Aznavour, à l'occasion d'une apparition dans l'émission de télévision Champs-Élysées de Michel Drucker sur France 2, parle du rappeur Kery James et déclare qu'il considère les rappeurs comme les dignes héritiers des poètes. Il se produit en duo avec Kery James sur le morceau À l'ombre du show business. Il a également contribué à valoriser le rap dans plusieurs émissions, dont Vivement dimanche ou Le Grand Journal. Charles Aznavour est aussi attaché à un autre genre musical urbain, le slam. Il a notamment fait un duo avec Grand Corps Malade sur le morceau Tu es donc j'apprends, extrait de l'album 3e Temps.

## Discographie
La carrière discographique de Charles Aznavour s'est étalée sur soixante-dix ans, comprenant quatre-vingt-douze albums studios, vingt-six albums en public et plus de deux cents 45 tours ou CD single, dont de nombreux albums et singles en anglais, allemand, italien et espagnol.
Le nombre réel de ses ventes de disques dans le monde est difficile à connaître. Plusieurs chiffres apparaissent dans les médias, évoquant tour à tour des ventes d'unités, de disques ou d'enregistrements,,,.
En France, où il a reçu 18 disques d'or depuis 1973, ses ventes de disques sont estimées autour de 15 millions,,. Il a également reçu 4 disques d'or au Royaume-Uni (pays où sa chanson She s'était classée no 1 en 1974), 5 au Canada et 2 aux Pays-Bas.
Pour souligner le centenaire de la naissance de Charles Aznavour, Universal France publie le 10 mai 2024 le coffret The Complete Work - Centenary Edition, une réédition de toute sa discographie française et internationale, comprenant à la fois les enregistrements en studio et en concert.

### Chansons
Quelques succès emblématiques :
- Je m'voyais déjà (1961) : chanson sur les ambitions déçues d'un chanteur en quête de succès et de reconnaissance.
Le titre de la chanson a été utilisé dans un spectacle musical créé en 2008 sur l'œuvre de Charles Aznavour[182].
- For me formidable (1963) : Chanson d'amour, qui mêle la langue française à des expressions anglaises, For me formidable est un titre qui fait partie des plus grands tubes du chanteur[183].
- Hier encore (1964) : chanson sur le temps qui passe, la jeunesse qui s'évanouit, cédant le pas à la nostalgie.
L'interprète a reçu pour cette chanson le prix de la Société américaine des auteurs compositeurs et la médaille Vermeil de la ville de Paris en 1969[184].
- La Bohème (1965) : En collaboration avec Jacques Plante, Charles Aznavour écrit cette chanson autour du thème très parisien de la vie d'artiste à Montmartre.
Un peintre nostalgique se souvient de sa jeunesse passée dans le quartier parisien.
- Emmenez-moi (1967) : raconte le désir de voyager, de partir « au bout de la Terre ». Une certaine nostalgie ressort de cette chanson accompagnée d'une envie d'exotisme.
Cette chanson rencontre un énorme succès. Elle est notamment reprise dans un film homonyme sorti en 2005[185].

### Chansons écrites pour d'autres interprètes et reprises
Édith Piaf
- Jezebel[d].
- Plus bleu que tes yeux.
- C'est un gars

Eddie Constantine
- Deux pour arriver
- Ça me démange
- Je t'aime comme ça
- Avec ces yeux-là
- Ce diable noir[e]
- Ce n'est pas toujours drôle le cinéma

Francis Lemarque
- J'aime Paris au mois de mai (album : Mes années 50)

Gilbert Bécaud
- Je t'attends

Joe Dassin
- Mé que mé que

Jean-Claude Pascal
- L'Amour, c'est comme un jour

Serge Gainsbourg
- Parce que

Marcel Amont
- Moi le clown
- Le Mexicain

Juliette Gréco
- Je hais les dimanches

Maurice Chevalier
- 1952 : L'objet[186],[f] (album Maurice Chevalier chante ses derniers succès)
- 1962 : Jolies mômes de mon quartier, (album Maurice Chevalier)

Jean-Jacques Debout
- 1959 : Gosse de Paris, Le Musée de l'Armée
- 1962 : Ô toi la vie [187]
- 1964 : Si tu voulais m'aimer.

Régine
- 1965 : Nounours

Johnny Hallyday
- 1961 : Il faut saisir sa chance, Retiens la nuit, Sam'di soir (album Salut les copains) ;
- 1962 : Ce n'est pas juste après tout (album Madison Twist) ;
- 1964 : Bonne chance, (Les guitares jouent et la BOF de Cherchez l'idole) ;
- 1998 : Sur ma vie (album Stade de France 98).

Les Chaussettes noires
- 1963 : Ce diable noir et Jezebel (deux reprises, respectivement de Constantine et Piaf, inscrites sur l'album Chaussettes noires Party).
- 1964 : Crois-moi mon cœur[188] (BOF de Cherchez l'idole et album Cherchez l'idole.

Eddy Mitchell
- 1963 : Ce diable noir
- 1964 : Tu n'es pas l'ange que j'attendais[g].
- 2009 : Hier encore (album Grand Écran).

Frank Alamo
- 1964 : Tu n'es pas l'ange que j'attendais (45 t Barclay 70633).

Sylvie Vartan
- 1963 : La plus belle pour aller danser.

Richard Anthony
- 1965 : Sur ma vie

Dorothée
- 1985 : Chagrin d'amitié (album Allô allô monsieur l'ordinateur)

Doc Gynéco
- 1996 : La Bohème, en duo avec Assia

Bob Dylan
- 1998 : The Times We've Known (chanté par Bob Dylan au Madison Square Garden le 1er novembre 1998[189]

Shy'm
- 2012 : Comme Ils Disent (album Caméléon)

Zaz
- 2014 : J'aime Paris au mois de mai (album Paris)

Mireille Mathieu :
- 1966 : Celui que j'aime
- 1967 : Un monde avec toi
- 1974 : Folle, folle, follement heureuse - Ciao, mon cœur
- 1981 : Encore et encore et Une vie d'amour

Kendji Girac
- 2015 : La Bohème

Parmi les artistes qui ont enregistré ses chansons et/ou collaboré avec Charles Aznavour, il y a aussi : Fred Astaire, Frank Sinatra, Andrea Bocelli, Bing Crosby, Ray Charles, Liza Minnelli, Mia Martini, Elton John, Dalida, Josh Groban, Petula Clark, Tom Jones, Shirley Bassey, José Carreras, Idir, Laura Pausini, Nana Mouskouri, Gaby Verlor, Julio Iglesias, Nina Simone, Zaz, Claude François et les Compagnons de la chanson.

## Cinéma

### Acteur
En parallèle à son activité de chanteur, Charles Aznavour a mené une longue et variée carrière en tant qu'acteur, apparaissant dans plus de 60 films et téléfilms,.
En 1960, il tient le rôle principal dans le film Tirez sur le pianiste de François Truffaut et dans Le Passage du Rhin réalisé par André Cayatte. La même année, il joue notamment en compagnie de Lino Ventura dans Un taxi pour Tobrouk de Denys de la Patellière. Il joue le rôle-titre dans Le facteur s'en va-t-en guerre, réalisé par Claude Bernard-Aubert en 1966. Il tourne en 1968 son premier film en anglais, Candy de Christian Marquand, avec entre autres Marlon Brando et Richard Burton. Il a également présenté une performance acclamée par la critique dans le film Dix petits nègres (1974)[réf. souhaitée].
En 1979, il incarne un rôle secondaire dans le film allemand Le Tambour ; le film remporte l'Oscar du meilleur film en langue étrangère en 1980. En 1982, il est, avec Michel Serrault, « tête d'affiche » dans Les Fantômes du chapelier de Claude Chabrol. Dans la version 1984 de Die Fledermaus, il apparaît et joue le rôle d'un des invités du prince Orlovsky. Cette version, mettant en vedette Kiri Te Kanawa, est dirigée par Plácido Domingo au Royal Opera House à Covent Garden. En 2002, il tourne dans le film Ararat.

### Documentaires sur Charles Aznavour
- 1989 : Charles Aznavour - Arménie 1989 (1). À propos de l'aide humanitaire apportée par Aznavour à l'Arménie, le pays de sa famille[193] après le tremblement de terre de 1988.
- 1994 : Noël à Vienne III. Un concert de Noël avec Aznavour, Plácido Domingo et Sissel Kyrkjebø, avec l’Orchestre symphonique de Vienne dirigé par le chef croate Vjekoslav Šutej.
- 2007 : Making of Colore Ma Vie. Une performance qui accompagne la sortie de l’album studio d’Aznavour Colore Ma Vie. Filmé à La Havane et à Paris, il montre sa collaboration avec Chucho Valdez.
- 2017 : Charles Aznavour : l’intégrale.
- 2019 : Le Regard de Charles réalisé par Marc Di Domenico. Images personnelles filmées par le chanteur-acteur au fil des ans, entrecoupées d'archives télévisuelles rares[194].

### Biopic sur Charles Aznavour
- 2024 : Monsieur Aznavour, drame biographique écrit et réalisé par Grand Corps Malade et Mehdi Idir, avec Tahar Rahim.

## Émissions de télévision (interviews et concerts)
- La Joie de vivre, Radiodiffusion-télévision française, 27 janvier 1958
- Rendez-vous avec... réalisé par Marcel Cravenne et présenté par Jacqueline Joubert, diffusé le 23 mai 1959 : Un tour de chant en studio cette fois-ci, avec un trio d'excellents musiciens de jazz : Les frères Rabbath, François à la contrebasse, Victor à la batterie et le grand Jacques Loussier au piano.
- Discorama, RTF Télévision, 29 avril 1960
- Variétés, Télévision suisse romande, 13 novembre 1965[195]
- Carrefour, Télévision suisse romande, 6 janvier 1968[196]
- A bout portant réalisé à l'Olympia par Roger Sciandra, avec les questions de Jacques Chancel, à l'occasion d'un récital qu'Aznavour a donné pour l'émission d'Europe 1 Musicorama, en octobre 1969, diffusé le 26 janvier 1970 sur la 1ère chaine de l'ORTF.
- Le Grand Échiquier, Antenne 2, 25 septembre 1980
- Les Dossiers de l'écran, Antenne 2, 3 octobre 1989
- Tout le monde en parle, France 2, 3 janvier 2004
- Vivement dimanche (4 × 20 ans), France 2, 29 novembre 2009
- Pardonnez moi, Radio télévision suisse, 24 mars 2013
- Pardonnez moi, Radio télévision suisse, 5 octobre 2014
- Le Petit Journal, Canal+, 22 septembre 2015
- Entrée libre, France 5, 16 octobre 2016
- Quotidien, TMC, 23 novembre 2016
- Entrée libre, France 5, 25 septembre 2017
- Thé ou Café, France 2, 14 janvier 2018
- Émission de VivaCité, RTBF, septembre 2018[197]
- Sept à huit, TF1, 16 septembre 2018
- C à vous, France 5, 28 septembre 2018

## Théâtre, opérette
- 1933 : Danseur au théâtre du Petit Monde.
- 1933 : Diverses productions au Théâtre des Champs-Élysées, au théâtre Marigny et à l'Odéon, Alcazar et casino de Paris.
- 1935 : Margot d'Édouard Bourdet, mise en scène Pierre Fresnay, théâtre Marigny.
- 1957 : L'Apprenti fakir de Jean Marais, chorégraphie et mise en scène Georges Reich, paroles Charles Aznavour, musique Jeff Davis, théâtre de la Porte-Saint-Martin.
- 1965 : Monsieur Carnaval livret Frédéric Dard, musique Charles Aznavour et Mario Bua, mise en scène Maurice Lehmann, théâtre du Châtelet.

## Publications
- Aznavour par Aznavour, Paris, Fayard, 1970, 311 p. (ISBN 978-2-7020-0214-8).
- Des mots à l'affiche, Paris, Le Cherche-midi, 1991, 153 p. (ISBN 978-2-86274-210-6).

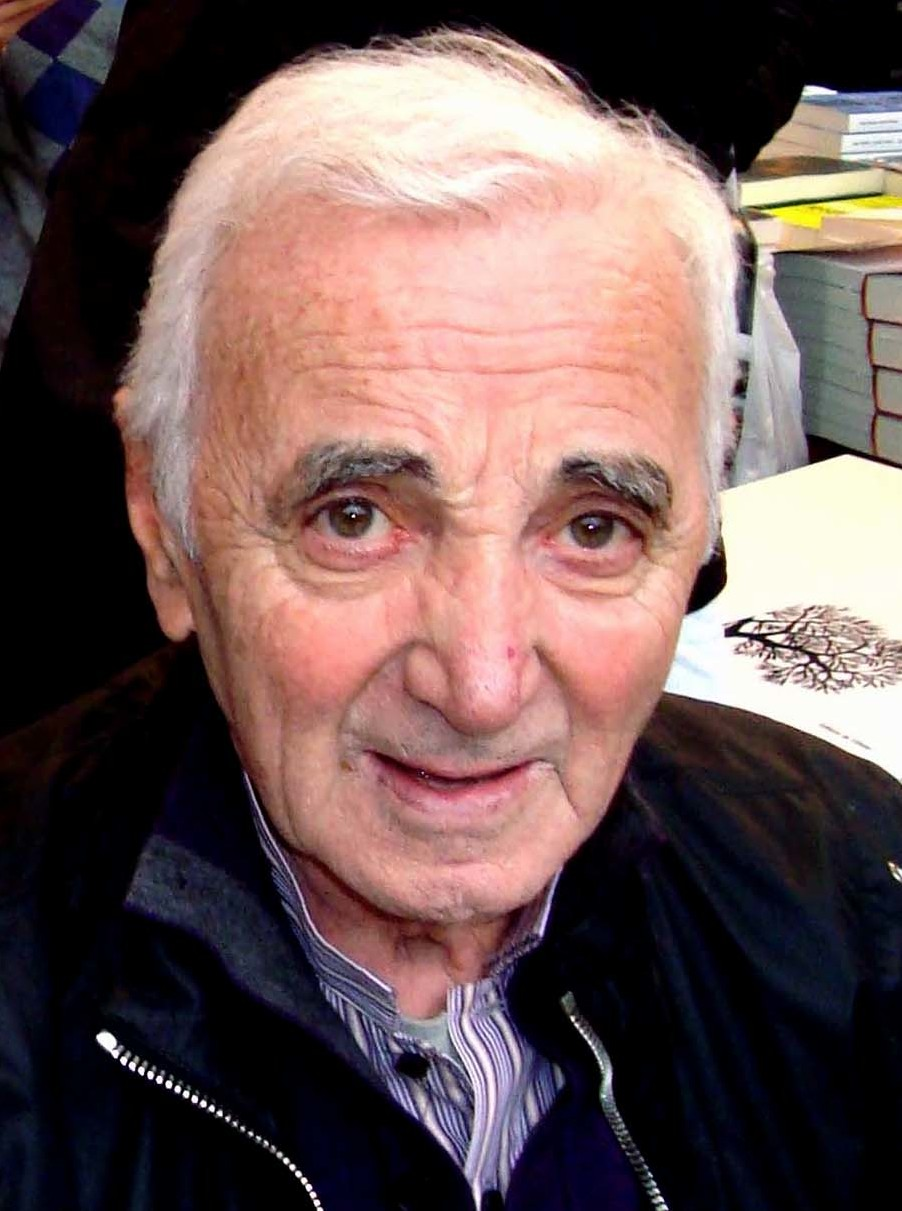
En 2011, à la foire du livre de Bruxelles.

- Avec Daniel Sciora, Mes chansons préférées, Christian Pirot, 2000.
- Le Temps des avants, Paris, Flammarion, 2003, 354 p. (ISBN 2-08-068536-8).
- Images de ma vie (recueil de photos), Flammarion, 2005.
- Mon père, ce géant, Paris, Flammarion, 2007, 152 p. (ISBN 978-2-08-120974-9 et 2-08-120974-8).
- À voix basse, Paris, Don Quichotte, 2009, 225 p. (ISBN 978-2-35949-001-5).
- D'une porte l'autre, Paris, Éditions Don Quichotte, 2011, 163 p. (ISBN 978-2-35949-044-2).
- En haut de l'affiche, Paris, Flammarion, 2011, 150 p. (ISBN 978-2-08-125710-8).
- Tant que battra mon cœur, Paris, Éditions Don Quichotte, 2013, 228 p. (ISBN 978-2-35949-162-3).
- Avec Philippe Durant et Vincent Perrot, Ma vie, mes chansons, mes films, Paris, Éditions de la Martinière, 2015, 232 p. (ISBN 978-2-7324-7083-2).
- Retiens la vie, Paris, Éditions Don Quichotte, 2017, 139 p. (ISBN 978-2-35949-683-3).
- Aznavour inédit, recueil de textes, Albin Michel, 2024.
- Vies et légendes de Charles Aznavour, Biographie de Robert Belleret, L'Archipel, 2018, 638 p.

## Distinctions et hommages

### Décorations

#### France
- Commandeur de la Légion d'honneur (2003)[198] ; Officier (1997)[199] ; Chevalier (1989)
- Commandeur de l'ordre national du Mérite (2000)[200] ; officier (1986)
- Commandeur de l'ordre des Arts et des Lettres (1994)[201]

#### Arménie
- Héros national de l'Arménie (2004)[202],[203]

#### Belgique
- Officier de l'ordre de Léopold (2004)[204],[205],[206]
- Commandeur de l'ordre de la Couronne (2015)[207]

#### Canada
- Officier de l'Ordre du Canada (2008)[208]

#### Québec
- Officier de l'Ordre national du Québec (2009)[209]

### Médailles
- 1969 : Médaille de la Ville de Paris, échelon Vermeil
- 2012 :  Médaille du jubilé de diamant d'Élisabeth II[210]
- 2017 : Médaille Raoul Wallenberg (en)[30]

### Prix
- 1959 : Prix d'interprétation de l'Académie du cinéma français pour son rôle de Heurtevent dans La Tête contre les murs de Georges Franju
- 1964 : Premier prix de la Chanson française au Japon pour La Mamma
- 1969 : Prix de la Société américaine des auteurs-compositeurs
- 1971 : Lion d'or de la Mostra de Venise pour la version italienne de la chanson du film Mourir d'aimer
- 1985 : Grand prix national des Arts et Lettres
- 1987 : prix Bernard-Lecache[211]
- 1995 : Grande médaille de la chanson française de l'Académie française
- 1997 : César d'honneur
- 1997 : Victoire de la musique de l'artiste interprète masculin
- 2003 : « Sceau d'or » de la Cinémathèque yougoslave de Belgrade (Serbie)[212]
- 2010 : Victoire de la musique d'honneur pour l'ensemble de sa carrière
- 2015 : Prix d'honneur aux NRJ Music Awards

### Hommages

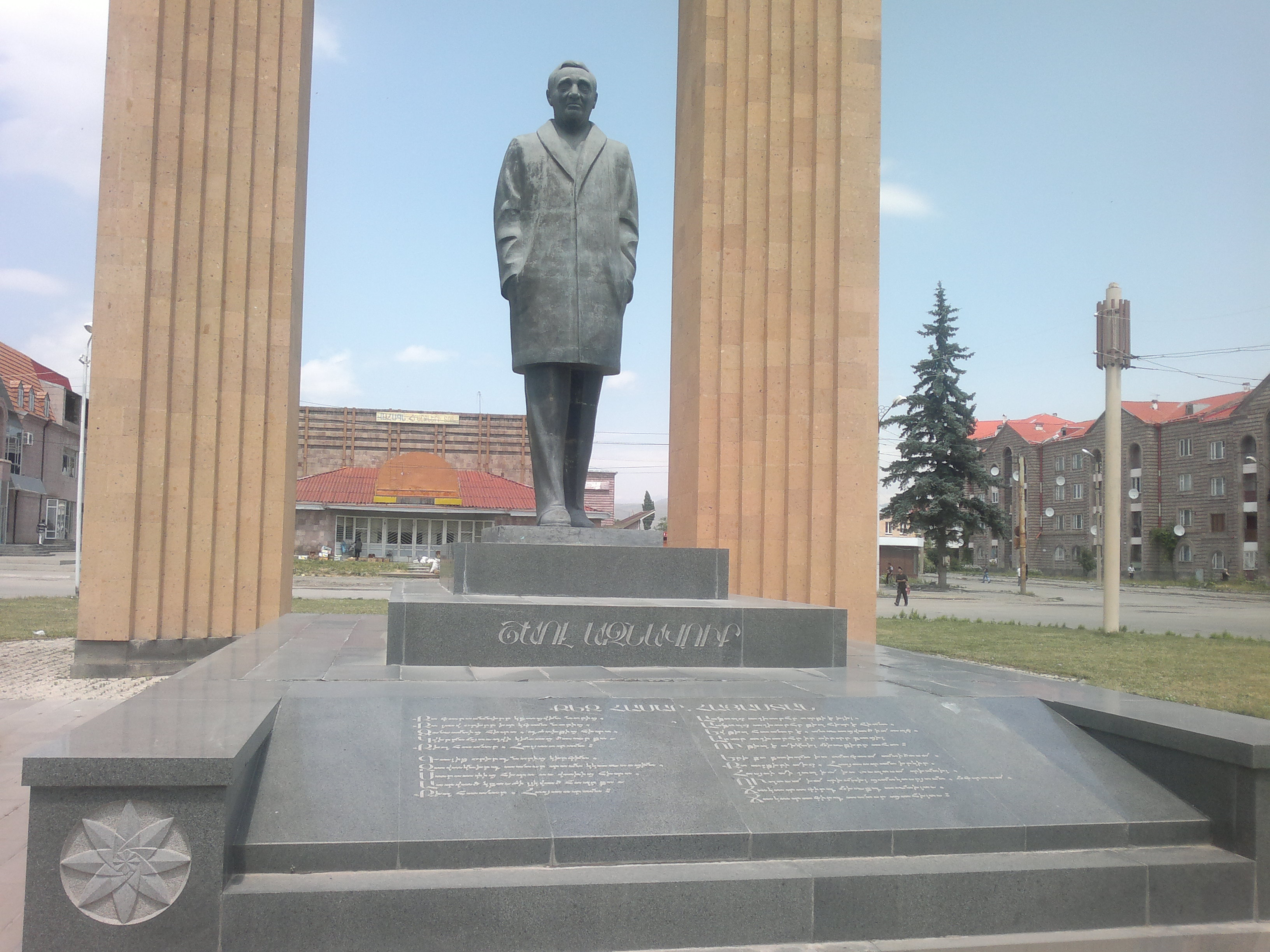
Statue de Charles Aznavour à Gyumri en Arménie.

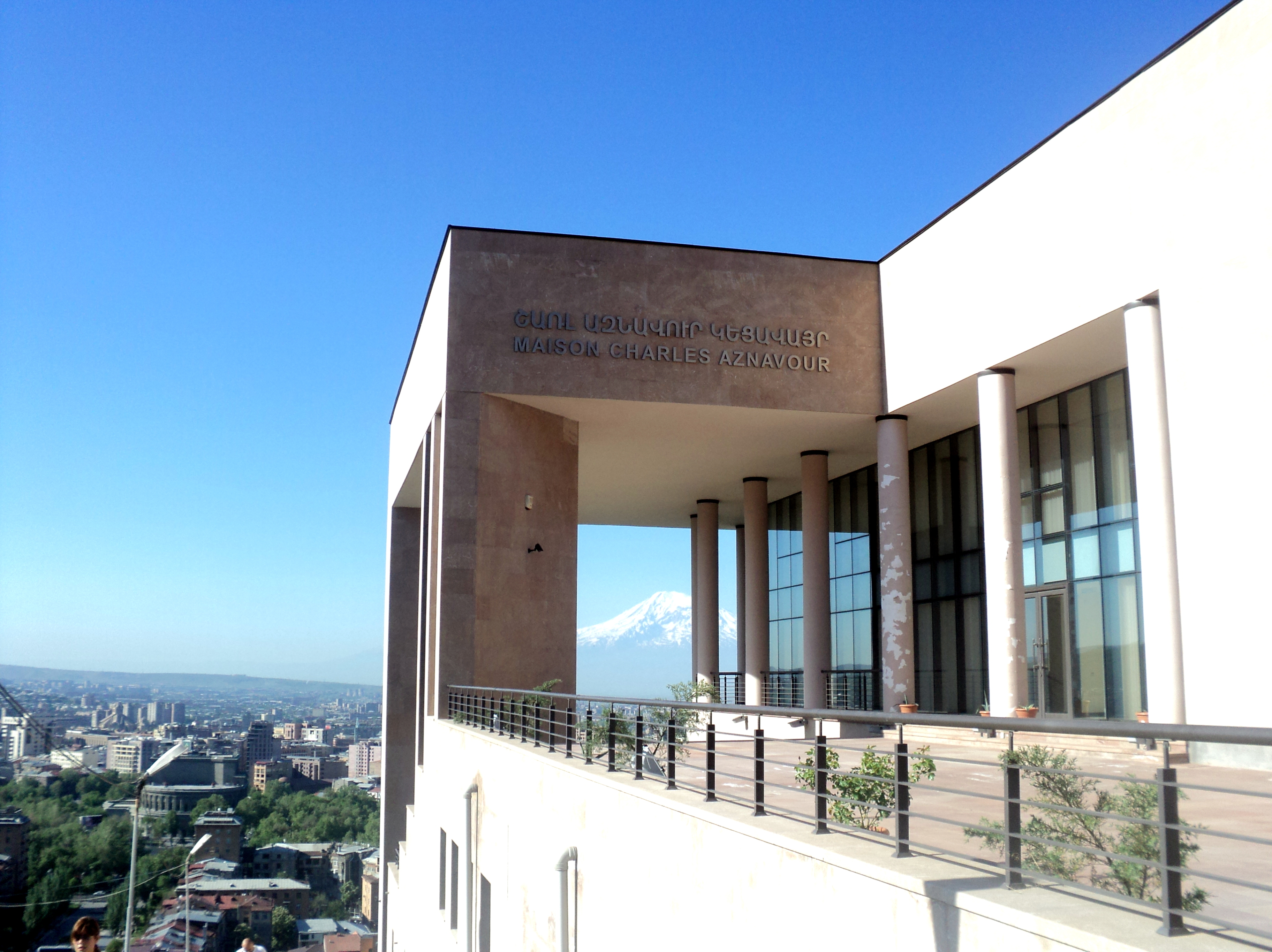
Centre Aznavour à Erevan, en Arménie.

- 1995 : ambassadeur itinérant d'Arménie auprès de l'Unesco
- 1996 : intronisé au Songwriters Hall of Fame
- 1998 : artiste de variétés du siècle, décerné par le magazine Time
- 2001 : sacré « Pape des variétés » par l'association Château Pape Clément
- 2002 : citoyen d'honneur de la ville de Montréal (Canada)
- 2005 : citoyen d'honneur de la ville de Cannes : « Palme d'or » de la ville
- 2006 : ambassadeur de Mantes-la-Jolie
- 2006 : honoré lors du 30e Festival international du film du Caire
- 2009 : ambassadeur d'Arménie en Suisse
- 2009 : docteur honoris causa de l'Université de Montréal
- 2013 : inauguration du palais des congrès Charles-Aznavour de Montélimar[213]
- 2016 : étoile honorifique décernée par la Chambre de Commerce d'Hollywood[214]
- 2017 : étoile sur le Hollywood Walk of Fame dans la catégorie « Live performance », située au 6225 Hollywood Boulevard, devant le Pantages Theatre[215],[216].
- 2018 : reçoit un hommage de la France au XVIIe Sommet de la francophonie organisé à Erevan les 11 et 12 octobre 2018, où il devait être présent[217],[218]

### Hommages dans l'art
- En 1962, à Nantes, Charles Aznavour contribue fortement à faire repérer Michel Bourdais, alors jeune dessinateur, en achetant le portrait qu'il a fait de lui[219],[220].
- Bernard Buffet et Tonia Cariffa ont peint des portraits de Charles Aznavour[réf. souhaitée].
- En 1979, dans la série d'animation japonaise Mobile Suit Gundam, le personnage de Char Aznable est ainsi nommé en hommage à Charles Aznavour, dont l'auteur était un grand fan.
- Médaille commémorative de la Monnaie de Saint-Pétersbourg en 1991[réf. souhaitée].
- 2018 : portrait de Valérie Durand, artiste-peintre[221]
- 2021 : un buste d'après un plâtre de 1964 de l'artiste arménienne Alice Mélikian est inauguré à Paris, carrefour de l'Odéon, le quartier d'enfance du chanteur. En même temps, un autre buste est installé à Stepanakert, la capitale du Haut-Karabagh[222].
- En 2023, le Conseil de Paris vote pour renommer le carré Ledoyen des jardins des Champs-Élysées « jardin Charles-Aznavour »[223].
- En mai 2024, le Conseil de Paris vote pour donner le nom de belvédère de la Bohème à une place du quartier de Montmartre, dans le 18e arrondissement de Paris.
- Fin 2024 sort le film Monsieur Aznavour.